# Seznam nosilcev viteškega križa železnega križa
Seznam nosilcev viteškega križa železnega križa.

## A
Adolf Abel - Josef Abel - Arnulf Abele - Erich Abraham - Erich Abraham - Rudolf Abrahamczik - Herbert Abratis - Albrecht Achilles - Georg Ackermann - Helmut Adam - Paul Adam - Wilhelm Adam - Horst Adameit - Felix Adamowitsch - Miervaldis Adamsons - Paul Adolff - Walther Adolph - Friedrich Adrario - Josef-Hubert Adrian - Fritz Aechtner - Erhard Afheldt - Egon Aghta - Heinrich-Wilhelm Ahnert - Albert Ahrens - Hinrich Ahrens - Wilhelm Ahrens - Reinhard Aigen - Hermann Alber - Robert Alber - Hans-Wilhelm Albers - Wilhelm Albert - Otto Alberts - Willy Albrecht - Egon Albrecht - Fritz Albrecht - Kurt Albrecht (1889) - Kurt Albrecht (1895) - Oskar Albrecht - Rudolf Albust - Ernst Alex - Heinz Allersmeier - Friedrich Allmacher - Karl Allmendinger - Karl Alm - Friedrich Alpers - Eduard Altacher - Karl-Heinz Altermann - Gustav Altmann - Rudolf Altstadt - Gustav Alvermann - Herbert Amann - Paul Amann - Josef Amberger - Lothar Ambrosius - Anton Ameiser - Günther Amelung - Heinz-Günther Amelung - Siegfried Amerkamp - Fritz Amling - Franz Ammann - Hermann Ammer - Joachim von Amsberg - Robert Ancans - Carl Anders - Friedrich Anders - Richard Anders - Kurt Andersen - Friedrich Anding - Wolf Andreae - Harry Andree - Ernst Andres - Hans Andres - Otto Angel - Maximilian Angelis - Heinz Angelmaier - Günther Angern - Karl Angerstein - Günther Anhalt - Wihelm Anhalt - Udo Anneken - Zanis Ansons - Werner Anton - Willi Antrup - Fedor Apelt - Karlis Aperats - Willy Apitz - Karl-Arthur Apitzsch - Wilhelm Appel - Kurt Arendt - Velten Arendt - Peter Arent - Alexander Arentschildt - Fritz Arndt - Johannes Arndt - Karl Arndt - Hans-Jürgen Arnim - Karl Arning - Friedrich Arnold - Helmut Arpke - Dietrich Ascher - Willi Ascherfeld - Alois Assmann - Walter Assmann - Franz-Xaver Attenberger - Georg Audenrieth - Paul Audorff - Karl Aür - Heinz Aürt - Hans-Heinz Augenstein - Franz Augsberger - Andreas Aulock - Hans Austen - Johannes Austermann - Adolf Ax - Erich Axthammer - Walter Axthelm - Fritz Axtmann -

## B
Karl Baacke - Ernst-Günther Baade - Heinz Baader - Sophus Baagö - Werner Baake - Johannes Baasch - Hans Baasner - Wilhelm Bach - Erich Bachem - Rudolf Bacherer - Friedrich Bachmaier - Christian Bachmann - Erwin Bachmann - Fritz Bachmann - Josef Bachmeier - Ludwig Bachmeier - Herbert Bachnick - Willy Bachor - Erich Bach-Zalewski - Hans Ulrich Back - Fritz Backhauss - Kurt Bade - Erwin Bader - Friedrich Bader - Josef Bader - Wilhelm Bäder - Curt Badinski - Emil Badorrek - Johann Badum - Alfred Badzong - Rudolf Baecker - Franz Baeke - Bern Bär - Heinrich Bär  - Erich Bärenfänger - Hansgeorg Bätcher - Niels Bätge - Johann Bäuchl - Gottfried Bäumler - Heinz Bäumler - Emil Bäurle - Kurt Bahns - Arthur Bahr - Günther Bahr - Joseph Baier - Karl Baier - Hans Baindner - Kurt Bajorat - Hermann Balck - Horst Baldauf - Johann Baldauf - Josef Baldes - Gerhard Ball - Otto Ballasko - Wilhelm Balthasar - Udo Balzer - Friedrich Banach - Helmut Banaski - Alfred Banholzer - Erich Bansen - Karl-Heinrich Banze - Benno Barall - Ewald Baranek - Hans-Levin Barby - Konrad Barde - Johannes Barge - Hans Bargen - Klaus Bargsten - Gerhard Barkhorn - Ernst Barkmann - Josef Barmetler - Hermann Barnbeck - Ewald Bartel - Hans Bartels - Hans-Werner Bartels - Heinrich Bartels - Herbert Bartels - Franz Barten - Eitel-Albert Barth - Joachim Barth - Karl Barth - Ludwig Barth - Otto Barth (1891) - Otto Barth (1897) - Siegfried Barth - Hans Barthle - Karl-Ludwig Barths - Hans Bartkowiak - Leopold Bartl - Günther Bartsch - Herbert Barz - Hans-Dieter Basse - Werner Bassewitz-Levetzow - Heinrich Bastian - Helmut Bastian - Karl Bastian - Wilhelm Batz - Ludwig Bauer - Erhard Bauer - Ernst Bauer - Eugen Bauer - Friedrich Bauer - Gerhard Bauer - Hans Bauer - Heinz Bauer - Helmut Bauer - Herbert Bauer - Hermann Bauer - Joachim Bauer - Johann Bauer - Konrad Bauer - Ludwig Bauer - Michael Bauer - Oskar Bauer - Robert Bauer - Viktor Bauer - Gerhard Bauhaus - Adolf Baum (1914) -  Adolf Baum (1916) - Otto Baum - Paul Baumann - Willi Baumann - Werner Baumbach - Erich Baumgartl - Werner Baumgartner-Crusius - Gregor Baunach - Heinz Baurmann - Albert Bausch - Richard Bausch - Karl Baxmann - Franz Bayer - Anton Bayer - Hans Bayer - Heinz Bayer - Rudolf Bayer - Fritz Bayerlein - Sigurt-Horstmar Beaulieu-Marconnay - Karl Becher - Helmut Bechler - Josef Beck - Karl Beck - Wilhelm Beck - Helmut Beck-Broichsitter - Anton Becker - Artur Becker - Carl Becker - Erich Becker - Felix Becker - Fritz Becker - Günther Becker - Hanns Becker - Hans Becker (1911) - Hans Becker (1914) - Heinrich Becker (1914) - Heinrich Becker (1916) - Hellmuth Becker - Karl-Heinz Becker (2.1.1914) - Karl-Heinz Becker (14.6.1914) - Karl-Heinz Becker (1920) -  Ludwig Becker - Martin Becker - Paul Becker - Rudolf Becker - Wilhelm Becker (1919) - Wilhelm Becker (1920) - Friedrich Beckh - Josef Beckmann - Julius Beckmann - Ludwig Beckmann - Ludwig Beckmann - Theodor Beckmann - Horst Beeger - Franz-Josef Beerenbrock - Franz Begemann - Hermann Begemann - Josef Beginnen - Hans Behlendorff - Klemens Behler - Herbert Behm -  Friedrich Behne - Gerhard Behnke - Gerhard Behnke - Heinz Behnke - Hans Behnken - Heinrich Behr - Paul Behr - Rudolf Behr - Winrich Behr - Friedrich Behre - Hermann-Heinrich Behrend - Heinrich Behrends - Heinz-Georg Behrens - Wilhelm Behrens - Gerhard Beier - Karl Beier - Wilhelm Beier - Fritz Beigel - Xaver Beilhack - Erich Beine - Hans Beisswenger - Franz Bellegarde - Hans-Joachim Bellinger - Ludwig Bellof - Fritz Below - Gerd Below - Bruno Belz - Josef Belz - Hans Belzer - Gerhard Benack - Hans-Wilhelm Bender - Karl-Heinz Bendert - Johann Benedikt - Peter Benekamp - Helmut Benkendorff - Hans Bennemann - Helmut Bennemann - Anton Benning - Hans-Georg Benthak - Kurt Bentin - Kurt Benz - Otto Benzin - Werner Bercken - Anton Berg - Karl-Erich Berg - Martin Berg - Wilhelm Berg - Karl Bergelt - Hans Bergen - Franz Berger - Fritz Berger - Heinz Berger (1914) - Heinz Berger (1917) - Herbert Berger - Karl Berger - Lothar Berger - Robert Berger - Rudolf Berger - Günther Bergerhoff - Kurt Bergerhoff - Gustav Bergmann - Heinz Bergmann - Helmut Bergmann - Rolf Bering - Wilhelm Berkenbusch - Wilhelm Berlin - Matthias Bermadinger - Alois Berndl - Rudolf Berneike - Emil Berner - Erhard Berner - Heinrich Berner - Alfred Bernhard - Hans Bernhard - Julius Bernuth - Herbert Berrer - Heinz-Edgar Berres - Gerhard Berthold - Hans-Wilhelm Bertram - Ludwig Bertram - Otto Bertram - August Berzen - Karl Beschle - Werner Beschnidt - Werner Beschwitz - Erwin Besler - Helmut Besler - Georg-Robert Beßlein - Walter Bestmann - Hans-Günther Bethke - Siegfried Betke - Franz-Eugen Betz - Karl Betz - Paul Betz - Clemens Betzel - Helmut Beukemann - Lothar Beukemann - Hans-Henning Beust - Ernst Beutelspracher - Heinz Beutler - Walter Beutler - Manfred Beutner - Wilhelm Beuttel - Heinz Bevernis - Erich Bey - Franz Beyer (1892) - Franz Beyer (1918) - Helmut Beyer - Reinhardt Beyer - Alfons Bialetzki - Ernst Bibra - Rolf-Günther Bickel - Martin Bieber - Albert Biecker - Karl Bieg - Arnold Biegeleben - Fritz Biegi - Johann Biehl - Ernst Biehler - Bruno Bieler - Gerhard Bielig - Martin Bielig - Fritz Bienek - Günther Bierbrauer - Otto Bierlin - Fritz Biermann - Fritz Biermeier - Willi Biesenbach - Gerhard Bigalk - Werner Biggemann - Fritz Bingemer - Otto Binnig - Eberhard Birckhahn - Walter Birk - Hans-Joachim Birkner - Heinz Birnbacher - Fritz Birnbaum - Paul Birnkraut - Kurt Bischof - Adolf Bischoff - Hans Bischoff - Leonhard Bischoff - Otto Bischoff - Lothar Bischoffshausen - Georg Bismarck - Klaus Bismarck - Joseph Bisping - Emil Bitsch - Xaver Bittl - Georg Bittlingmaier - Herwig Bittner - Rudolf Bittner - Otto Bittorf - Wilhelm Bittrich - Hermann Bix - Wilhelm Bladt - Albert Blaich - Adalbert Blanc - Gustav-Adolf Blancbois - Kurt Blasberg - Arbulf Blasig - Johannes Blaskowitz - Ernst Blaünsteiner - Edmund Blaurock - Joachim Blechschmidt - Karl Bleckl - Günther Bleckmann - Wilhelm Bleckwenn - Georg Bleher - Johannes Bleichrodt - Eugen-Heinrich Bleyer - Werner Bleyer - Fritz Bliesener - Johann Bloch - Johannes Block - Josef Block - Erich Blödorn - Friedrich Blond - Ludwig Bloos - Wolfgang Blücher - Josef Blümel - Friedrich Blümke - Oskar Blümm - Hermann Blume - Werner Blume - Willi Blumenroth - Carl-Ludwig Blumenthal - Günther Blumentritt - Hans-Ekkehard Bob - Reinhold Bobbe - Richard Bochentin - Georg Bochmann - Helmut Bochnig - Albert Bock - Fedor von Bock - Friedrich Bock - Hans Bock - Karl Bock - Engelbert Bockhoff - Oskar Boddien - Helmut Bode - Kurt Bodendörfer - Erpo Bodenhausen - Hermann Böbel - Wilhelm Böck - Hans Böck-Behrens - Hermann Böckel - Heinrich Böcker - Herbert Böckmann - Rudolf Böckmann - Heinz Bödicker - Ehrenfried-Oskar Böge - Hermann Bögel - Rudolf Böhlein - Hellmuth Böhlke - Ernst Böhm - Fritz Böhm - Walter Böhm - Franz Böhme - Friedrich Böhme - Herbert Böhme - Hans Böhmer - Kurt Böhmer - Leopold Böhmer - Reinhold Böhmke - Rudolf Böhmler - Georg Böhnk - Max Böhrendt - Hans Bölsen - Johann Bölter - Walter Bönicke - Georg Böning - Johannes Bör - Ernst Börngen - Alwin Börst - Otto Bösel - Georg Böselager - Philipp Böselager - Hans-Walther Böttcher - Karl Böttcher - Kurt Böttcher - Paul Böttcher - Johannes Böwe - Wolfgang Böwing-Treuding - Wilhelm Boffer - Rudolf Bogatsch - Bruno Bogert - Helmut Bohlens - Erwin Bohlken - Theodor Bohlmann-Combrinck - Wolfgang Bohn - Hans Bohnenkamp - Wilhelm Bohnstedt - Heinrich Boigk - Hans Boineburg-Lengsfeld - Arthur Boje - Johannes Boje - Ernst Bolbrinker - Gerhard Boldt - Brughardt Bollmann - Fred Bollmann - Hermann-Ernst Bolm - Walter Boltenstern - Hans Bonath - Hans Bonertz - Dietrich-Siegwart Bonin - Eckart-Wilhelm Bonin - Hubertus Bonin - Georg Bonk - Georg Bonk - Friedrich Bonnke - Friedrich Bonte - Wilhelm Book - Johann Boos - Joachim Boosfeld - Alfred Bopp - Alhard Borch - Erich Borchardt - Helmuth Borchardt - Herbert Borchardt - Robert Borchardt - Adolf Borchers - Hermann Borchers - Walter Borchers - Ernst Borchert - Wilhelm Borchert - Hans-Georg Borck - Walter Bordelle - Eberhard Boremski - Heinrich Borgmann -  Max Bork - Ernst Bormann - Ernst Born - Heinrich Born - Ralf Bornemann - Gerd Born-Fallois - Rudolf Bornhof - Walter Bornschein - Willibald Borowietz - Hermann Borries - Carl Borris - Joachim Borrmann - Georg Bose - Hilmar-Jobst Bose - Karl-Heinz Boska - Wolfgang Bostell - Kuno-Hans Both - Paul Both -  Walter Botsch - Alfred Bottler - Albrecht Boxberg - Günther Braake - Albert Brachat - Hermann Bracher - Bruno Brackel - Ernst-Joachim Bradel - Walter Bradel - Kurt Braendle - Kai Braeundle-Schmidt - Otto Brakat - Bernhard Brambrink - Heinrich Bramesfeld - Hans-Joachim Brand - Erich Brandenberger - Johannes Brandenburg - Max Brandenburg - Ernst Brandes - Walter Brandes - Albrecht Brandi - Josef Brandner - Kaspar Brandner - Franz Brandt - Friedrich Brandt - Gerhard Brandt - Günther Brandt - Hans-Georg Brandt - Hans-Otto Brandt - Heinz Brandt (1912) - Heinz Brandt (1913) - Paul Brandt - Walter Brandt (1911) - Walter Brandt (1917) - Günther Bransch  - Paul Brasack - Rudi Brasche - Karl Brassert - Walther Brauchitsch - Bruno Brauer - Walter Brauer - Alfred Braun - Christian Braun - Rudolf Braun - Wilhelm Braun - Willi Braun - Hans-Günther Braun von Stumm - Herward Braunegg - Erich Brauneis - Eugen Brecht - Wilhelm Bredemeier - Franz Bredemeyer - Hermann Breer - Werner Breese - Josef Bregenzer - Claus Breger - Gerhard Brehme - Gustav Brehmer - Rudolf Brehmer - Friedrich-Wilhelm Breidenbach - Hermann Breith - Fritz Breithaupt - Gerhard Bremer -  Oskar Bremermann - Josef Bremm - Albert Brendel - Hans Brendel - Joachim Brendel - Peter Brenig - Kurt Brennecke - Wilhelm Brennecke - Gerhard Brenner - Harro Brenner - Karl-Heinrich Brenner - Gerhard Brentführer - Heinz Wittchow Brese-Winiary - Heinz Bretnütz - Heinz Bretschneider - Klaus Bretschneider - Konrad Brettschneider - Hans Bretz - Paul Breu - Helmut Breuker - Hans Briegel - Georg Briel - Kurt Briesen - Karl -Friedrich Brill - Kurt Brill - Friedrich Brinckmann - Hubert Brinkforth - Helmuth Brinkmann - Karl Britzelmayr - Achim Britzke - Hugo Broch - Cay-Lorenz Brockdorff - Ernst-Albrecht Brockdorff-Ahlefeldt - Walter Brockdorff-Ahlefeldt - Jürgen Brocke - Karl Brocks - Roland Brod - Heinrich Brodowski - Wilhelm Bröckerhoff - Wilhelm Bröffel - Jost Brökelmann - Herbert Brönnte - Karl Brösamle - Eduard Brogsitter - Friedrich Broich - Peter Broich - Wilhelm Bromen -  Karl Brommann - Heinrich Bronsart von Schellendorff - Siegfried Brosow - Paul Brucher - Gerhard Bruchmann - Helmut Bruck - Viktor Bruck - Johann Brucker - Walter Brucker - Otto-Hermann Brücker - Erich Brückner - Heinrich Brückner - Wilhelm Brückner - Wolfgang Brückner - Karl Brüggeman - Heinrich Brüggemann - Friedrich-August Brühl - Walter Brüning - Alfred Brür - Josef Brütsch - Hans Bruhn - Johannes Bruhn - Derk-Elsko Bruins - Edgar Brunk - Albert Brunner - Eduard Brunner - Arthur Bruns - Axel Bruns - Diedrich Bruns - Gustav-Adolf Bruns - Karl-Heinz Brunsiek - Fritz Brutscher - Albert Brux - Bruno Buchau - Fritz Buchenau - Hans Buchholz - Max Buchholz - Helmut-Wolfgang Buchler - Franz Buchner  - Hermann Buchner - Hermann Buchner - Ernst-Georg Buchterkirch - Albert Buck - Friedrich Buck - Wilhelm Buck - Karl Buckel - Georg Budahl - Kurt Budaus - Franz Budka - Hermann Büchting - Hermann Bühlbecker  - Kurt Bühlingen - Karl-August Bülow - Otto Bülow - Harry Bülow-Botkamp - Alfred Bülowius - Rudolf von Bünau (1890) - Rudolf von Bünau (1915) - Hans Büntemeyer - Wilhelm Bürgel - Albert Bürger - Otto Bürger - Thomas Bürger - Wilhelm Bürgerhoff - Ulrich Bürker - Nikolaus Büsen - Otto Büsing - Wilhelm Büsing - Arthur Büssecke - Hans Bütow - Franz Büttner - Ernst Buffa - Karlheinz Bühler - Martin Buhr - Rudolf Buhr - Rudolf Buhse - Hans Bujak - Otto Bukatschek - Ludwig Bulla - Herbert Bullinger - Karl Bulmahn - Robert Bumen - Walter Bund - Heinz Bundesmann - Kurt Bundrock - Ernst Bunge - Helmut Bunge - Fritz Bunse - Johannes Bunzek - Hans Bunzel - Willi Bunzel - Hans Burbach - Theodor Burchardi - Heinrich Burchardt - Lutz-Wilhelm Burckhardt - Karl Burdach - Jörg Burg - Wilhelm Burgdorf - Alfred Burgemeister - Georg Burgfeld - Max Burghartswieser - August Burgholte - Gert Burgmann - Curt Burgsdorff - Ewald Burian - Fritz Burkhardt - Arnold Burmeister - Leopold Burr - Hans-Jürgen Burrmester - Gustav-Adolf Bursche - Reinhard Burst - Ernst Busch - Hans Busch - Rudolf Busch - Walter Busch (1908) - Walter Busch (1918) - Karl Busche - Erich Buschenhagen - Friedrich Buschhausen - Wilhelm Buss - Axel Bussche-Streithorst - Heinrich Busse - Theodor Busse - Wilhelm Busse - Zanis Butkus - Manfred Büttner - Pius Butz - Werner Buxa -

## C
Werner Canders - Ulrich Canstein - Kurt Capesius - Wilhelm Cappel - Horst Carganico - Otto Carius - Friedrich Carl - Rolf Carls - Alfredo Carpaneto - Carl Casper - Prosper Castell-Castell - Horst Castka - Albert Ceterin - Wolfgang Chamier-Glisczinski - Friedrich-Wilhelm Chappius - Hans-Georg Charpentier - Botho Chevallerie - Helmut Chevallerie - Kurt Chevallerie - Kurt Chill - Max Chmel - Dietrich Choltitz - Otto Chowanetz - Torsten Christ - Kurt Christel - Fritz Christen - Hans Christern - Georg Christiansen - Georg Christl - Karl Christmann - Kurt Christofzik - Egon Christopherson - Bruno Chrobeck - Günther Chrzonsz - Walter Cierpka - Otto Ciliax - Oskar Cipa - Willi Cirener - Paul Claas - Richard Claassen - Theo Claassen - Nicolai Clause - Karl-Ulrich Clausen - Erwin Claussen - Walter Clembotzki - Ernst Clemente - Dieter-Klaus Clemm von Hohenberg - Rudolf Cleve - Heinrich-Erich Clössner - Hans Clüver - Joachim Cöler - Erwin Cohrs - Hans Collani - Robert Colli - Johann Condne - Gerhard Conrad - Hermann Conrad - Alexander Conrady - Paul Conrath - Klaus Coracino - Udo Cordes - Günther Corssen - Helmut Corts - Hans Cossel - Georg Coutre - Hans Cramer - Heinz Cramer - Wilhelm-Ernst Cramm - Friedrich Crantz - Friedrich-Karl Cranz - Eduard Crasemann - Erich Cremer - Wilhelm Crinius - Wilhelm Crisolli - Arved Crüger - Ludwig Crüwell - Heinz Crusius - Kurt Cullmann - Kurt Cuno - Leo Cygan - Richard Czekay - Gerhard Czernik - Wilhelm Czorny - 

## D
Walter Dahl - Hermann Dahlke - Kurt Dahlmann - Hugo Dahmer - Paul Dahms - Werner Dallmann - Josef Dallmeier - Hans Dally - Friedrich-Karl Dalwigk zu Lichtenfels - Dieter Damerius - Otto Damm - Heinrich Dammeier - Hans Dammers - Werner Damsch - Paul Danhauser - Richard Daniel - Alexander Daniels - Alfred Dannebaum - Franz Danowski - Hermann Danzer - Fritz Darges - Walter Dargies - Wolfgang Darius - Paul-Friedrich Darjes - Erich Darnedde - Edmund Daser - Karl Daske - Rudi Dassow - Friedrich Dath - Henning Daubert - Robert Dauer - Hans Daumiller - Klaus Dauner - Hans Dauser - Ernst David - Herbert Dawedeit - Leo Debiel - Heinrich-Anton Deboi - Heinrich Debus - Otto Debus - Karl Decker - Bruno Dederichs - Johannes Deegener - Günther Degen - Hans Degen - Franz Degl - Leon Degrelle - Ernst Dehmel - Ernst Dehner - Charly Deichen - Paul Deichmann - Hermann Deisenberger - Eduard Deisenhofer - Egon Delica - Paul Delius - Waldemar Demand - August Demke - Rudolf Demme - Deithelm von Demming -  Siegfried Deneke - Gustav Denk - Wilhelm Denk - Walter Denkert - Oskar-Hubert Dennhardt - Rudolf Denninger - Franz Denzinger - Hans-Werner Deppe - Otto Dessloch - Erich Dethleffsen - Theodor Detmers - Werner Dettenberg - Oskar Dettke - Ferdinand Deutsch - Heinz Deutsch - Erich Deutschländer - Siegfried Deutschmann - Hugo Deventer - Hans-Werner Devers - Eckhardt Dewitz - Anton Dicke - Adolf Dickfeld - Erwin Dickwisch - Diddo Diddens - August Dieckmann - Josef Diefenthal - Horst Dieling - Otto Diem - Erich Dienenthal - Johannes Dienhold - Hans Diergarten - Karl-Heinz Dierks - Joachim Diesener - Ulrich Diesing - Erich Diestel - Eduard Dietl - Walter Dietlen - Gerhard Dietrich - Johann Dietrich - Josef Dietrich - Karl-Heinz Dietrich - Wilhelm Dietrich - Bernhard Dietsche - Edwin-Oskar-Heinrich Dietz - Valentin Dietz - Constantin Digeon von Montaton - Bruno Dilley - Fritz Dilz - Joseph Dimmig - Fritz Dinger - Ulrich Dinkelaker - Oskar Dinort - Wilhelm Dipberger - Josef Dirkmorfeld - Oskar Dirlewanger - Hans Ditter - Johannes Dittfeld - Heinrich Dittlof - Joachim Dittmer - Stefan Dittrich - Kurt Dix - Karl Dixius - Hans Dobberkau - Werner Dobberstein - Kurt Dobratz - Anton Döbele - Hans Döbrich - Fritz Dönch - Hans-Günther Dönicke - Karl Dönitz - Josef Dörfel - Georg Dörffel - Walter Dörflinger - Hans-Joachim Dörgens - Alfred Döring - Arnold Döring - Bernd Döring - Ernst Döring - Johann Döring - Wilhelm Döring - Hans-Wilhelm Döring-Manteuffel - Friedrich Dörmann - Karl Dörmann - Werner Dörnbrack - Heinrich Dörnemann - Helmut Dörner - Franz Dörr - Helmut Dörries - Josef Dörries - Franz Doff - Herbert Dohle - Friedrich Dollmann - Rene Dollwet - Erich Domaschk - Joachim Domaschke - Kurt Dombacher - Kurt Dombrowski - Hans Dominik - Otto Dommeratzky - Wilhelm Dommes - Otto Domrich - Gottfried Donat - Georg Donhauser - Anton Donnhauser - Rudolf Donth - Paul Dorenbreck - Hans Dorfmeister - Hermann Dormann - Heinrich Dorn - Otto Dorow - Hans Dorr - Walter Dorsch - Hans Dortenmann - Paul Dose - Otto Doser - Willi Dous - Paul Dowerk - Günther Drange - Johannes Dratwa - Sepp Draxenberger - Moritz Drebber - Gerhard Drechsler - Karl-Heinz Drees - Johann Dreher - Josef Dreike - Paul Drekmann - Georg-Wilhelm Drescher - Otto Drescher - Bernhard Dresel - Albert Dressel - Heinrich Drewes - Martin Drewes - Wilhelm Drewes - Hans Drexel - Johann Drexel - Josef Drexel - Hans Drexler (1911) - Hans Drexler (1913) - Oskar Drexler - Walter Drexler - Georg Dreyer - Kurt Drössiger - Herbert Droitsch - Hubertus Drolshage - Franz Drolshagen - Hermann Dropmann - Leo Drossel - Hans Droste - Hans Drude - Wilhelm Drüke - Ernst Drünkler - Alfred Druffner - Alfred Druschel - Karl Dubigk - Gerhard Duceck - Albert Dudicki - Rolf Düe - Ernst Düllberg - Edgar Dünkler - Joachim Dünkler - Lothar Dünser - Herbert Düppenbecker - Wilhelm Dürbeck - Emil Dürr - Alfred Dürrwanger - Alwin Düskow - Peter Dütmann - Walther Düvert - Klaus Düwell - Günther Dumke - Andreas Dumssner - Christoph Duncker - Konrad Dunkel -  Friedrich Dünkel - Wilhelm Durchdewald - Franz Dutter - Werner Duve - Adam Dyroff - 

## E
Paul Ebel - Heinz Ebeling - Werner Ebeling - Kurt Ebener - Heinrich Eberbach - Erich Eberhardt - Friedrich-Georg Eberhardt - Georg Eberhardt - Hans Ebersbach - Helmut Eberspaecher - Franz Ebert - Edwin Ebinger - August-Friedrich Ebke - Adam Ebner - Fridolin Ebner - Josef Eck - Reinhold Eckardt - Willi Eckardt - Fritz Eckebrecht - Paul Ecker - Franz Eckerle - Alois Eckert - Ernst Eckert - Hans Eckert - Alfons Eckhardt - Hermann Eckhardt - Johann-Heinrich Eckhardt - Wilhelm Eckhardt - Oskar Eckholt - Franz Jozef Eckinger - Fritz Eckstein - Maximilian Edelsheim - Anton Eder - Georg-Peter Eder - Martin Eder - Heinz Edhofer - Alois Eding - Heinrich Edse - Franz Edtbauer - Walter Eggemann - Wilhelm Eggemann - Paul Egger - Reinhard Egger - Hermann Eggers - Johann Eggers - Walter Eggers - Wilhelm Eggers - Alfred Egghardt - Kurt Egle - Karl Eglseer - Josef Ehinger - Curt Ehle - Walter Ehle - Hans Ehlers - Bruno Ehm - Fritz Ehrath - Rudolf Ehrenberger - Ernst Ehrhardt - Werner Ehrig - Heinrich Ehrler - Günther Ehrt - Karl Eibl - Karl Eich - Diethelm Eichel-Streiber - Hans-Henning Eichert - Robert Eichert - Hugo Eichhorn - Erich Eichler - Hilmar Eichler - Kurt Eichler - Richard Eichler - Wolfgang Eichler - Otto Eichloff - Hans Eichmeier - Werner Eichstedt - Alfred Eick - Theodor Eicke - Alfred Eidel - Karl Eiden - Hans Eikmeier - Peter Eil - Adolf Eilers - Hans-Egon Einem - Friedrich-Wilhelm Einem gennant Rothmaler - Johann Einfalt - Georg Einhoff - Alois Eisele - Franz Eisenach - Erich Eisenblätter - Erich Eisermann - Johannes Eisermann - Johann Eisgruber - Karl Eisgruber - Alois Eisl - Emil Eitel - Volkhard Eitner - Arthur Ekesparre - Josef Elbl - Walter Elflein - Gustav Ellmers - Konrad Ellner - Herbert Eltrich - Harald Elverfeldt - Hans Emig - Heinz Emmerling - Carl Emmermann - Ernst Emmert - Werner Endell - Eduard Ender - Hans Ender - Hans Enders - Engelbert Endrass - Hans Endress - Theodor Endress - August Endriss - Walter Eneccerus - Herbert Engbrecht - Gerhard Engel - Heinrich Engel - Hermann Engel - Otto Engel - Walter Engel - Erwin Engelbrecht - Karl Engelbrecht - Wilhelm Engelbrecht - Günther Engelhardt - Johann Engelhardt - Kurt Engelhardt - Hans Engelien - Richard Engelmann - Alfred Engfer - Siegfried Engfer - Alfred Engler - Fritz Englien - Karl Ens - Rudolf Enseling - Wolfgang Ensle - Alfred Enssle - Josef Enzensberger - Heinrich Eppen - Johannes Erasmus - Ludwig Erath - Albrecht Erdmann - Armin Erdmann - Hans Erdmann - Otto Erdmann - Rudolf Erdmann - Wolfgang Erdmann - Gottfried Erdmannsdorff - Werner Erdmannsdorff - Hans Erdmenger - Rudolf Erler - Helmut Ermoneit - Albert Ernst - Heinrich Ernst - Otto Ernst - Richard Ernst - Karl-Heinz Ertel - Reinhold Ertel - Franz Ertolitsch - Albin Esch - Georg Eschenbacher - Fritz Eschmann - Hans-Karl Esebeck - Otto Eske - Gotthard Essbach - Richard Essig - Willi Esslinger - Wolf-Udo Ettel - Alois Etthöfer - Gerhard Etzold - Jonas Eulenburg - Karl-Heinz Euling - Wolfgang Everling - Franz Evers - Walter Evers - Wolfgang Everth - Edwin Ewald - Heinz Ewald - Werner Ewald - Wolfgang Ewald - Heinz-Martin Ewert - Herbert Ewert - Wolf Ewert - Herbert Eymer - Oskar Eyssen - Robert Eyssen - 

## F
Hans Faasch - Heinz-Otto Fabian - Maximilian Fabisch - Albert Fabritius - Ernst Fach - Siegfried Fackler - Wilhelm Fahlbusch - Wolfgang Fahrenberg - Alfred Fahrenholz - Wilhelm Fahrmbacher - Wolfgang Falck - Ernst Falk - Günther Falkenhayn - Nikolaus Falkenhorst - Wilhelm Falley - Günther Famula - Georg Fanderl - Friedrich Fangohr - Walter Fasel - Horst-Günther Fassong - Fridl Fath - Karl Faulhaber - Markus Faulhaber - Klaus Faulmüller - Fritz Faust - Fritz Fechner - Konrad Fechner - Karl-August Fecht - Hermann Fegelein - Waldemar Fegelein - Gustav Fehn - Erich Fehr - Siegfried Fehre - Paul Feiertag - Georg Feig - Hans-Gustav Felber - Paul Felder - Wendelin Felder - Heinrich Feldkamp - Alfred Feldmann - Klaus Feldt - Kurt Feldt - Rudolf Felgenhauer - Waldemar Felgenhauer - Fritz Feller - Leopold Fellerer - Walther-Peer Fellgiebel - Erich Fellmann - Konrad Fels - Peter Felten - Maximilian Felzmann - Henri-Joseph Fenet - Paul Fenn - Günther Fenski - Horst-Arno Fenski - Hans Fernau - Fritz Fessmann - Edgar Feuchtinger - Alois Feürer - Valentin Feürstein - Gerhard Feuker - Willi Fey - Gerhard Feyerabend - Ernst Fick - Jakob Fick - Helmut Fickel - Heinz Fiebig - Martin Fiebig - Wilhelm Fiederer - Alex Fiedler - Hans Fiedler (1911) - Hans Fiedler (1919) - Johann Fiedler - Walter Fiedler - Ernst Filius - Friedrich Filzinger - Kurt Fimmen - Herbert Findeisen - Arthur Finger - Günter Fink - Johannes Fink - Josef Fink - Karl-Heinrich Fink - Wilhelm Finkbeiner - Andreas Finke - Heinz Finke - Adolf Fischbach - Alfred Fischer - Adolf Fischer - Erich Fischer - Erwin Fischer - Franz Fischer - Friedrich Fischer - Gerhard Fischer (1915) - Gerhard Fischer (1922) - Gotthard Fischer - Hans Fischer - Hans-Ulrich Fischer - Heinz Fischer - Hermann Fischer - Hermann-Georg Fischer - Josef Fischer - Karl-Heinz Fischer - Michael Fischer - Otto Fischer - Robert Fischer (1913) - Siegfried Fischer - Walther Fischer - Wilhelm Fischer - Wolfgang Fischer - Walther Fischer von Weickersthal - Josef Fitz - Josef Fitzek - Karl Fitzner - Bernhard Flachs - Werner Flack - Eugen Flad - Kurt Flad - Rudolf Flebbe - Willi Flechner - Gerhard Flechsig - Hermann Fleck - Hubert Fleckenstein - Erwin Fleig - Karl Fleige - Hermann Fleischer - Rudolf Fleischer - Josef Fleischmann - Ludwig Fleischmann - Hermann Flex - Fritz Fliegel - Peter Fliessbach - Rudolf Flinzer - Paul Flocke - Josef Flögel - Hans-Joachim Flör - Hermann Flörke - Gerhard Florin - Wilhelm Florschütz - Jürgen Flotow - Hans Flügel - Otto Flügel - Friedrich Fluhs - Fritz Focke - Adrian Fölkersam - Otto Fönnekold - Ernst Förderer - Friedrich Förster - Hans-Joachim Förster - Helmuth Förster - Otto-Hermann Förster - Otto-Lutz Förster - Friedrich Förtsch - Hermann Förtsch - Josef Fözö - Richard Foldenaür - Ulrich Folkers - Ferdinand Foltin - Otto Fondermann - Heinz Forgatsch - Werner Forst - Gustav Forstmann - Rupert Forstner - Siegfried Forstner - Horst Fortun - Werner Forweck - Hans Frach - Edmund Francois - Gustav Francsi - Friedrich Franek - Anton-Otto Frank - Erich Frank - Hans-Dieter Frank - Heinz Frank - Otto Frank - Robert Frank - Rudolf Frank - Walter Frank - Adolf Franke - Alfred Franke - Heinz Franke - Herbert Franke - Kurt Franke - Werner Franken - Wilhelm Franken - Erwin Frankenfeld - Bruno Frankewitz - Gotthard Frantz - Peter Frantz - Botho Frantzius - Egon Franz - Gerhard Franz - Ludwig Franz - Ludwig Franzisket - Ernst Fraps - Fritz Fraünheim - Franz Frauscher - Ferdinand Frech - Reinhard Fredebold - Andreje Freimanis - Bruno Freitag - Fritz Freitag - Max Fremerey - Günther Frenzel - Ernst Frese - Maximilain Fretter-Pico - Otto Fretter-Pico - Simon Freutsmiedl - Wilhelm Freuwörth - Karl Frewer - Albert Frey - Emil Frey - Harry Frey - Hugo Frey - Siegfried Freyer - Siegfried Freytag - Ernst-August Fricke - Kurt Fricke - Erwin Frieb - Hellmuth Friebe - Werner Friebe - Herbert Friedel - Herbert Friedel - Friedrich Friedmann - Theodor Friedmann - Erich Friedrich - Gerhard Friedrich (1909) - Gerhard Friedrich (1917) - Gustav Friedrich - Kurt Friedrich - Max Friedrich (1918) - Max Friedrich (1921) - Rudolf Friedrich - Werner Friedrich - Gustav Frielingshaus - Anton Fries - Herbert Fries - Leonhard Fries - Walter Fries - Johannes Friessner - August Friker - Helmut Frink - Heinz Fritsch - Hans Fritsche - Herbert Fritz - Heinz Fritzler - Immo Fritzsche - Karl Fröhlich - Stefan Fröhlich - Gottfried Frölich - Ernst Frömming - Kurt Fröhlich - Friedrich Fromm - Walter Fromm - Rolf Fromme - Erich Fronhöfer - Rupert Frost - Willi Frost - Werner Frotscher - Karl-Heinz Frühauf - August Fuchs - Jakob Fuchs - Robert Fuchs - Rudolf Fuchs - Siegfried Fuchs - Heinrich Füllgrabe - Benedikt Fürguth - Helmuth Fürguth - Bernhard Fütterer - Helmut Fuhrhop - Hans-Georg Fuhrmann - Wilhelm Fulda - Fritz Fullriede - Hans Funck - Alois Funk - Heinrich Funk - Heinz Furbach - Hans Fuss -

## G
Eccard Gablenz - Erdmann Gabriel - Ernst Gadermann - Friedrich Gaeb - Heinrich Gädcke - Ernst Gädckens - Wilhelm Gänsler - Georg Gärtner - Otto Gaillinger - Otto Gaiser - Wilhelm Gaisser - Nikolajs Galdins - Eugen Gall - Franz Gall - Adolf Galland - Wilhelm-Ferdinand Galland - Josef Galle - Curt Gallenkamp - Bernd Gallowitsch - Friedrich Galow - Richard Gambietz - Berthold Gamer - Jakob Gansmeyer - Franz-Josef Ganssen - Franz Gapp - Heinrich Garbers - Martin Gareis - Wilhelm Gareis - Arnulf Garn - Detlef Garnier-Turawa - Eugen Garski - Edmund-Edgar Gartenfeld - Walter Garz - Peter Gassmann - Robert Gast - Werner-Wolfgang Gast - Heinrich Gath - Wilhelm Gathmann - Helmut Gattermann - Gerlach Gaudecker - Josef Gauglitz - Albert Gaum - Georg Gaupp-Berghausen - Alfred Gause - Jürgen Gauss - Waldemar Gazen gennant Gaza - Fritz Gebaurer - Georg Gebhard - Wolfgang Gast Gebhard - Georg Gebhardt - Rolf Gebhardt - Ernst Gedult von Jungenfeld - Arno Geelhaar - Paul Gehl - Friedrich Gehring - Kurt Gehrke - Gerhard Gehrmann - Johannes Gehrmann - August Geiger - Georg Geiger - Herbert Geiger - Wilhelm Geisberg - Herbert Geisler - Kurt Geisler - Rudolf Geisler - Siegfried Geisler - Johannes Geismann - Friedrich Geisshardt - Erich Geissler - Gottfried Geissler - Hans Geissler - Helmut Geissler - Karl Geissler - Willy Geissler - Rudi Gelbhaar - Harald Gelhaus - Hans Gelhausen - Christian Gellert - Roland Gellhorn - Dionys Geltinger - Alfred Gemsjäger - Otto Gemünden - Oskar Genrich - Ludwig Gensberger - Alfred Genz - Karl-Heinz Genzel - Joachim Genzow - Erich Geppert - Arthur Gerber - Hinrich Gerdes - Hans Gerdt - Rudolf Gerhardt - Walter Gerhold - Walter Gericke - Siegfried Gerke - Franz Gerl - Heinrich Gerlach - Julius Gerlach - Karl Gerlach - Ludwig Gerlach - Waldemar Gerlach - Bruno Gerloch - Alfred Germer - Ernst Germer - Rudolph-Christoph Gersdorff - Wilhelm Gerstenberg - Günther Gersteuer - Siegfried Gerstner - Walter Gerth - Werner Gerth - Gerhard Gertler - Heinz Geschwill - Karl Gesele - Franz Geskens - Harald Gessner - Hans Gewehr - Joachim Gey - Heinrich Geyer - Hermann Geyer - Leo Geyr von Schweppenburg - Hans Gidion - Walter Giehrl - Albert Gielnik - Kurt Gierga - Franz Gierster - Alfred Gies - Horst Giese - Otto Giesecke - Karl-Heinz Gieseler - Gerhard Giesen - Karl-Heinz Giffhorn - Erich Gilbert - Paul Gildner - Herbert Gille - Leon Gillis - Peter Gilow - Werner Gilsa - Walter Girg - Herbert Gladewitz - Dieter Gläsche - Wolfgang Gläsemer - Alexander Gläser - Erich Gläser - Karl Glätzer - Erwin Glandner - Friedrich Glaser - Wilhelm Glaser - Anton Glasl - Günther Glasner - Josef Glatz - Ludger Glettenberg - Paul Gliemann - Paul Gloger - Adolf Glunz - Franz Gnaden - Fritz Gneikow - Ernst-Ascon Gobert - Johannes Godde - Emil Goden - Arthur Godenau - Günter Goebel - Günther Goebel - Hans Göbel - Herbert Göbel - Karl Göbel - Kilian Göbel - Siegfried Göbel - Werner Göbel - Johannes Göhler - Siegmund Göller - Wilhelm Göller - Ludwig Gölz - Hermann Göring - Werner Göritz - Rudolf Görke - Richard Görlich - Jürgen Görne - Ewald Görsch - Horst Görtler - Hellmuth Görtz - Franz Gössmann - Erich Göstl - Waldemar Götller - Oswin Göttert - Rudolf Göttinger - Johann Göttler - Franz Götz - Hans Götz - Heinrich Götz - Karl Götze - Manfred Götze - Axel Götzke - Otto Gohde - Friedrich Goldammer - Paul Goldbach - Heinz Goldberg - Kurt Goldbruch - Jakob Goldbrunner - Heinz Golinski - Eitel Goll - Josef Gollas - Josef Golle - Detlev Gollert-Hansen - Karl Golles - Hans Gollnick - Klaus Gollnick - Gordon Gollob - Friedrich Gollwitzer - Albert Goltz - Kurt Goltzsch - Herbert Golz - Richard Gombert - Herbert Gomille - Ernst Gonell - Herbert Goriany - Walter Gorn - Alfred Gorski - Artur Gorski - Ferdinand Gosewisch - Heinz Gossow - Curt Gottberg - Heinrich Gottke - Rainer Gottstein - Heinz Graber - Siegfried Grabert - Walter Grabmann - Josef Grabowski - Hans Gradl - Heinz Gräber - Victor-Eberhard Gräbner - Werner Gräbner - Heinz Gräbsch - Hans Gräfe - Fritz Hubert Gräser - Walther Grässner - Erich Grätz - Alois Graf - Hermann Graf - Rudolf Graf - Karl Graffen - Friedrich Grammel - Bruno Granitza - Georg Gransee - Simon Grascher - Martin Grase - Anton Grasel - Walter Grasemann - Fritz Grassau - Anton Grasser - Hartmann Grasser - Rudolf Grasser - Dietrich Grassmann - Josef Grassmann - Franz Grassmel - Berthold Grassmuck - Karl Gratz - Reinhard Graubner - Ulrich Graürt - August Grauting - Sigmund-Ulrich Gravenreuth - Gerhard Grebarsche - Franz Greck - Otto Greese - Heinz Grehl - Hans Greiffenberg - Alfred Greim - Robert Greim - Andreas Greiner - Erwin Greiner - Heinz Greiner - Hermann Greiner - Hans Greiter - Gerhard Grenzel - Horst Gresiak - Josef Gretschmann - Karl Greve - Karl-Heinz Greve - Josef Grewe - Osmar Griebel - Willy Grieme - Franz Griesbach - Bernhard Griese - Max Grieser - Fritz Grieshammer - Herbert Griesinger - Hans-Christoph Griessbauer - Heinz Grimberg - Heinz Grimm - Johannes Grimminger - Alfred Grislawski - Werner Grodde - Karl-Albrecht Groddeck - Manfred Gröbe - Kurt Gröschke - Ludwig Grözinger - Walter Grohe - Franz Grohmann - Helmut Grollmus - Gustav Gromeik - Fritz Gromotka - Josef Grons -  Heinz Gropp - Karl Gros - Erhard Grosan - Johann Groscheck - Alfred Gross - Helmut Gross - Martin Gross - Gert Grosse - Hans Grossendorf - Georg Grossjohann - Friedrich Grosskreutz - Horst Grossmann - Hugo Grossmann - Alfred Grossrock - Ernst-Albert Grote - Horst Grote - Erich Groth - Heinz Groth - Hermann Grothaus - Siegfried Grotheer - Helmut Gruber - Rupert Gruber - Adolf Grubinger - Peter Grübl - Werner Grün - Hans Grünberg - Georg Grüner - Anton Grünert - Richard Grünert - Georg Grünewald - Rudolf Grünner - Harry Grünwald - Wilhelm Grünwaldt - Herbert Gruhl - Otto Grumbt - Ernst Grunau - Julius Grund - Erich Grundmann - Wilhelm Grunge - Werner Grunhold - Horst Grunwald - Karl-Georg Gschwendtner - Karl-Heinrich Gsell - Josef Gsinn - Rudolf Guckenberger - Alfred Gudelius - Heinz Guderian - Heinz-Günther Guderian - Karl Gümbel - Ludwig Gümbel - Wilhelm Günter - Alfred Günther - Heinrich-Albert Günther - Paul Günther - Wilhelm Günther - Reinhard Günzel - Ernst Gürke - Martin Gürz - Hans Gütschow - Alois Gugganig - Friedrich Guggenberger - Paul Guhl - Hans Guhr - Heinz Guhrke - Günther Gumprich - Ulrich Gunzert - Paul Gurran - Ernst Guschkler - Werner Gust - Helmut Gutheit - Gerhard Gutmacher - Heinz Gutmann - Joachim Gutmann - Erwin Gutzmann - Hans Gutzner - Helmut Gutzschhahn - August Györy - Robert Gysae - 

## H
Heinz Haag - Walter Haarhaus - Friedrich Haas - Josef Haas - Robert Haas - Alfred Haase - Curt Haase - Heinz-Georg Haase - Hermann Haase - Horst Haase - Horst Haase - Ernst Haccius - Wilhelm Hachfeld - August Hachtel - Georg Hachtel - Franz Hack - Willi Hackbarth - Anton Hackl - Martin Hackl - Heinz Hackler - Heinz-Martin Hadeball - Friedrich Hadenfeldt - Hermann Haderecker - Klaus Häberlen - Ernst Häckel - Franz Häcker - Josef Häfele - Ludwig Häfner - Willi Hägele - Kurt Hähling - Wilhelm Hähnel - Hartwich Hällmigk - Heinz Hämel - Rudolf Haen - Karl Hänert - Siegfried Hänicke - Helmut Häuseler - Ernst Häussler - Anton Hafner - Otto Hafner - Wolf Hagemann - Walter Hagen - Wilhelm Hagen - Gottfried Hagena - Johannes Hager - Andreas Hagl - Adolf Hahlbohm - Walter Hahm - Hans Hahn (1914) - Hans Hahn (1919) - Joachim Hahn - Konstantin Hahn - Hans Hahne - Josef Haiböck - Paul Haidle - Adolf Hainle - Richard Haizmann - Friedrich-Erdmann Hake - Hans Hakenholt - Theodor Haker - Heinrich Halbeck - Franz Halder - Hellmuth Hallaür - Rudolf Hallensleben - Günther Halm - Hans Halten - Herbert Hamann - Karl Hamberger - Michael Hamburger - Otto Hamburger - Heinz Hamel - Heino Hamer - Ernst Hammer - Ludwig Hammer - Willi Hammerich - Karl Hammerl - Josef Hammerschmidt - Erich Hammon - Herbert Hamp - Desiderius Hampel - Josef Hampl - Heinrich Hanbauer - Erich Handke - Hermann Handke - Johann Handler - Wolfgang Hankamer - Georg Hanke - Hans Hanke - Günther Hannak - Erich Hanne - Heinrich Hannibal - Felix Hannig - Horst Hannig - Heinrich Hans - Christian Hansen - Erik Hansen - Hans-Christian Hansen - Josef Hansen - Max Hansen - Walter Hansen - Jobst Hanstein - Erwin Hanusch - Jürgen Harang - Joachim Harbou - Reinhard Hardegen - Alfred Harden - Klaus Hardenberg - Jörgen Harder - Martin Harlinghausen - Heinz Harmel - Wilhelm Harms - Helmut Harnack - Josef Harnoth - Josef Harpe - Horst Harras - Hermann Harrendorf - Friedrich Harries - Kaspar Harrscheidt - Rolf Hart - Wolfgang Hartelt - Gustav Harteneck - Werner Hartenstein - Helmut Harth - Lorenz Harthan - Walter Hartig - Alexander Hartmann - Alfred Hartmann - Erich Hartmann - Hermann Hartmann - Leo Hartmann - Otto Hartmann - Walter Hartmann - Werner Hartmann (1902) - Werner Hartmann (1918) - Kurt Hartrampf - Paul Harttrumpf - Walter Hartz - Johann Harzenett - Walter Harzer - Max Haschberger - Wolfgang Hasche - Karl-Günther Hase - Hans Haselbach - Günther Hasenbeck - Rudolf Hasenpusch - Siegfried Hass - Frank Hasse - Wilhelm Hasse - Kurt Hassel - Franz Hassinger - Hans Hasspacher - Konrad Hathke - Friedrich Hauber - Friedrich-Wilhelm Hauck - Kurt Haude - Bruno Haünschild - Ulrich Hauff - Arthur Hauffe - Helmut Haugk - Werner Haugk -  Edgar Haukelt - Helmut Haun - Karl Haupt - Hans Hauptmann - Heinrich Hauptmann - Georg Haus - Eduard Hauser - Hans Hauser - Hansjörg Hauser - Helmuth Hauser - Paul Hauser - Karl Hausmann - Arthur Haussels - Paul Hausser - Erich Haut - Hans Havik - Heinrich Hawelka - Heinrich Hax - Wilhelm Haxter - Elmershaus Haxthausen - Ernst Hechler - Dietrich Hecht - Max Hecht - Reinhold Heckelmann - Hermann Hecker - Alfred Heckmann - Fritz Hedderich - Eberhard Heder - Karl Heer - Wolfgang Heesemann - Paul Heesen - Balthasar Hefter - Otto Heger - Rudolf Heger - Rudolf Hegewald - Hermann Hehmeyer - Ernst Heibel - Josef Heichele - Wilhelm Heidbrink - Friedrich Heidelberg - Walter Heiden - Fritz Heidenreich - Otto Heidkämper - Kurt Heidrich - Manfred Heidrich - Joachim Heidschmidt - Hans Heidtmann - Alfred Heiduschka - Hubert-Maria Heigl - Hans Heiland - Karl Heiland - Gerhard Heilbronn - Ludwig Heilmann - Nikolaus Heilmann - Otto Heilmann - Ferdinand Heim - Herbert Heim - Walther Heim - Heinrich Heimann - Gerhard Hein - Kurt Hein - Willi Hein - Josef Heindl - Hans Heindorff - Werner Heine - Anton Heinemann - Engelbert Heiner - Martin Heinke - Hugo Heinkel - Herbert Heinrich - Horst Heinrich - Otto Heinrich - Willi Heinrich - Erich Heinrichs - Josef Heinrichs - Konrad Heinrichs - Gotthard Heinrici - Hans-Joachim Heinrici - Kurt Heintz - Erich Heintze - Horst Heinze - Otto Heinze - Georg Heinzmann - Hans Heise - Johannes Heisel - Gustav Heistermann von Ziehlberg - Hermann Heitmann - Walter Heitz - Albert Hektor - Joachim Helbig - Felix Held - Heinrich Held - Johann Heldmann - Max Heldt - Heinz Helemann - Ernst-Eberhard Hell - Richard Heller - Siegfried Heller - Vollrath Hellermann - Erich Hellmann - Paul Hellmann - Johannes Hellmers - Günther Hellmich - Heinz Hellmich - Hans-Jürgen Hellriegel - Karl Helmer - Paul Helmich - Hans Helmling - Götz Helms - Rudolf Hemberger - Alfred Hemmann - Hermann Hemmer - Wilhelm Hemmer - Erwin Hemmerich - Adolf Hempel - Alfred Hempel - Heinrich Hendriks - Wolfgang Henger - Georg Hengl - Max Hengst - Friedrich Hengstler - Richard Hengstler - Fritz Henke (1914) - Fritz Henke (1921) - Günther Henke - Karl Henke - Max Henke - Werner Henke - Hans Henkenschuh - Hermann Henle - Rudolf Henne - Walter Hennecke - Konrad Hennemann - Hermann Hennicke - Heinrich Hennig - Horst Hennig - Eberhard Hennigs - Walter Henrich - Friedrich-Karl Henrici - Siegfried Henrici - Gerhard Hensel - Herbert Hensel - Walter Henssler - Erwin Hentschel - Otto Hentschel (1913) - Otto Hentschel (1914) - Walter Hentschel - Wilhelm Henz - Albert Henze - Karl Henze - Richard Henze - Wilhelm Herb (1898) - Wilhelm Herb (1913) - Josef Herbert - Josef Herbst - Maximilian Herff - Heinz Herfurth - Wilhelm Herget - Rudolf Herkelmann - Erich Herkner - Wilfried Herling - Ernst Herlt - Alfred Hermann - Helmut Hermann - Horst Hermann - Karl Hermann - Richard Hermann - Otmar Hermes - Rolf Hermichen - Walter Herold - Wilhelm Herold - Traugott Herr - Friedrich Herrlein - Benno Herrmann - Ernst Herrmann - Fritz Herrmann - Georg Herrmann - Hajo Herrmann - Harry Herrmann - Kurt Herrmann - Wilhelm-Karl Herrmann - Rüdiger Hertel - Hubertus Hertwig - Gustav Hertz - Fritz Hertzsch - Hans-Erich Herwig - Max Herzbach - Heinz Herzer - Fritz Herzig - Hans-Georg Herzog - Karl Herzog - Kurt Herzog - Otto Herzog - Ernst Hess - Hans-Georg Hess - Georg Hesse - Heinrich Hesse - Joachim Hesse - Rudolf Hesse - Herrmann Hessle - Günter Hessler - Hermann Hessler - Emil Hethey - Franz Hettinger - Ernst Hetzel - Matthaeus Hetzenauer - Konrad Heubeck - Otto Heubuch - Heinz Heuer - Robert Heuer - Wilhelm Heun - Conrad Heuss - Wilhelm Heute - Helmut Heutling - Georg-Henning Heydebreck - Richard Heydrich - Friedrich August Heydte - Werner Heyduck - Hellmuth Heye - Johann Heyen - Hans-Joachim Heyer - Ernst-Georg Heyking - Otto Heymann - Otto Heymer - Alfred Heyn - Hans-Walter Heyne - Rudolf Heynsen - Herbert Heyrowsky - Ulrich Heyse - Kurt Heyser - Karl Hieber - Otto Hielscher - Walther Hildebrand - Klaus Hilgemann - Kurt Hilgendorff - Wilhelm Hilgers - Alfred Hille - August Hille - Franz Hillebrand - Carl Hilpert - Richard Hilsheimer - Willi Hilss - Günther Hilt - Gottfried Hiltensperger - Bernhard Himmelskamp - Hans Hindelang - Wilhelm Hinerasky - Claus Hinkelbein - Heinz Hinkes - Ernst Hinrichs - Erwin Hintz - Johannes Hintz - Kurt Hintz - Ingfried Hintze - Otto Hintze - Bruno Hinz - Günter Hinz - Ferdinand Hippel - Walter Hippel - Gustav Hippler - Johannes Hirn - Hans Hirning - Karl Hirsch - Ernst-Erich Hirschfeld - Ludwig Hirschmann - Harald Hirshfeld - Heinz-Horst Hissbach - Josef Hissmann - Hubertus Hitschold - Alfons Hitter - Otto Hitzfeld - Johann Hlauschka - Cord Hobe - Johann Hoch - Friedrich Hochbaum - Günter Hochgartz -  Franz-Rainer Hocke - Fritz Hockenjos - Herbert Hodurek - Hans-Kurt Höcker - Walter Höckner -  Robert Höfeld - Heinrich Höfemeyer - Dirk Höfer - Karl-Heinirch Höfer - Hugo Höfl - Karl Höflinger - Franz-Josef Högl - Karl Höhle - Friedrich Höhne - Friedrich-Karl Höhne - Georg Höhne - Gustav Höhne - Otto Höhne - Helmut Höhno - Stefan-Heinrich Höke - Hans Hölz - Johannnes Hölz - Walter Hölz - Arnulf Hölzerkopf  - Werner Höner - Justin Hönig - Theodor Hönninger - Ignatz Hönsbrösch - Hanns Hönscheid - Ahrend Höper - Erich Höpner - Johann Höring - Ludwig Hörl - Willi Hörner - Werner Hörnicke - Reinhard Hörning - Walther Hörnlein - Johann Hörstermann - Anton Hörwick - Hartmut Hösslein - Roland Hösslin - Lothar Höth - Franz Hofbauer - Karl Hofbauer - Karl Hofer - Lothar Hofer - Carl Hoff - Jakob Hoffend - Herbert Hoffer - Ludwig Hoffmann - Albert Hoffmann - Ernst Hoffmann - Ernst-Wilhelm Hoffmann - Gerhard Hoffmann - Heinrich Hoffmann (1910) - Heinrich Hoffmann (1913) - Heinz Hoffmann - Herbert Hoffmann - Horst Hoffmann - Kuno Hoffmann - Kurt Hoffmann - Kurt-Cäsar Hoffmann - Otto Hoffmann - Paul Hoffmann - Reinhold Hoffmann - Walter Hoffmann - Werner Hoffmann (1918) - Werner Hoffmann (1920) - Otto Hoffmann von Waldau - Günther Hoffmann-Schönborn - Edmund Hoffmeister - Heinrich Hoffmeister - Henning Hoffmeister - Hans Hoffritz - Richard Hofgesäss - Adolf Hofmann - Bernhard Hofmann - Karl-Joachim Hofmann - Karl-Wilhelm Hofmann - Paul Hofmann - Rudolf Hofmann - Hermann Hogeback - Heinz Hogrebe - Erich Hohagen - Richard Hohenhausen - Oskar Hohenhausen und Hochhaus - Werner Hohen-Hinnebusch - Hans Hohmann - Heinrich Hohmeier - Friedrich Hohmeyer - Walter Hohmuth - Hermann Hohn - Alfred Hohoff - Alfred Hoinka - Walter Holländer - Alexander Holle - Georg Holle - Josef Hollekamp - Heinrich Hollenweger - Alfred Holler - Josef Hollermeier - Karl Adolf Hollidt - Ernst Hollmann - Norbert Holm - Waldemar Holst - Rudolf Holste - Johann Holstein - Josef Holte - Hermann Hölter - August Holz - Günther Holz - Hermann Holz - Egon Holzapfel - Hans Holzapfel - Karl-Heinz Holzapfel - Friedrich Holzer - Fritz Holzhäuser - Anton Holzinger - Franz Holzinger - Leopold Holzmann - Walter Hombitzer - Heinrich Homburg - Gerhard Homuth - Günther Honnefeller - Werner Honsberg - Theodor Hopf - Willi Hopfe - Hans Hoppe - Gerhard Hoppe (1916) - Gerhard Hoppe (1919) - Harry Hoppe - Johannes Hoppe - Wolf-Horst Hoppe - Erich Horak - Max Horlbeck - Hans Hormann - Gerhard Horn - Karl Horn - Walter Hornung - Herbert Horten - Kurt Hortian - Siegfried Hortmeyer - Friedrich Hossbach - Hans Hossfeld - Hermann Hoth - Theodor Hotzy - Rudolf Houten - Adolf Hoyer - Ludwig Hoyer - Paul Werner Hozzel - Dietrich Hrabak - Franz Hrdlicka - Martin Hrustak - Hans Valentin Hube - Gustav Huber - Josef Huber - Karl Huber - Siegfried Huber - Alfred Hubicki - Helmut Hudel - Karl Hübbe - Alois Hübner - Arnold Hübner - Ekhard Hübner - Ernst-August Hübner - Herbert Hübner - Rudolf Hübner - Walter Hübner - Wilhelm Hübner - Anton Hübsch - Erich Hübscher - Ernst-Albrecht Hückel - Hermann Hüfing - Werner Hühner - Heinrich Hüls - Bernhard Hülsmann - Hans-Franz Hülst - Willi Hümmerich - Otto Hünemörder - Walther Hünersdorff - Georg Hünger - Hermann Hüttebräucker - Karl Hütten - Theodor Hütten - Hans Hüttner - Hartmut Hüttner - Leopold Hütz - Helmut Hufenbach - Heinz Huffmann - Helmuth Huffmann - Eduard Hug - Kurt Huhn - Alois Hulha - Otto Hulsch - August Humke - Fritz Hummel - Kurt Hummel - Willi Hund - Joachim Hundert - Gerhard Hundertmark - Gustav Hundt - Hans-Joachim Hunger - Heinrich Hunger - Richard Huntemüller - Konrad Hupfer - Helmut Huppert - Herbert Huppetz - Georg Hurdelbrink - August Hurlebaus - Wilhelm Hurrle - Werner Husemann - Freimut Husenett - Walter Huss - Joachim-Friedrich Huth - Wolf-Dieter Huy - Hans Huzel - Josef Hyza -

## I
Max Ibel - Arthur Iden - Ulrich Iffland - Rudolf Ihde - Herbert Ihlefeld - Ernst-Wilhelm Ihrig - Wilhelm-Friedrich Ilg - Iro Ilk - Fritz Imgenberg - Bernhard Imminger - Fritz Indlekofer - Peter Ingenhoven - Hermann Ingram - Josef Ippisch - Herbert Isachsen - Richard Isczinsky - Otto Iselhorst - Eduard Isken - Heinz-Jürgen Issbrücker - Wilhelm  Isselhorst - Friedrich Issermann - Otto Ites - Dirk Itzen - Hans-Henning Ivers - Fritz Iwand - Otto Iwaneck - 

## J
Hans-Joachim Jabs - Eberhard Jacob - Georg Jacob - Georg-Rupert Jacob - Karl-Peter Jacob - Paul Jacob - Fritz Jacobeit - Hans-Joachim Jacobi von Wangelin - Martin Jacobs - Fritz Jacoby - Egbert Jäckel - Alfred Jädtke - Erich Jäger - Fritz Jäger - Gerhard Jäger - Karl-Heinz Jäger - Rudolf Jäger - Willy Jähde - Erhard Jähnert - Adolf Jäkel - Erwin Jänecke - Hans-Joachim Jäschke - Bruno Jagusch - Gunter Jahn - Arthur Jahnke - Paul Jahnke - Arno Jahr - Maximilian Jais - Friedrich Jakob - Willy Jakob - Josef Jakwert - Siegfried Jamrowski - Arthur Jander - Hans Janke - Karl Janke - Ewald Jannes - Ernst Jansa - Willi Jansen - Theodor Jansing - Paul-Vincenz Jansky - Ewald Janssen - Siegfried Janz - Fritz Jaquet - Alfred Jarosch - Erich Jaschinski - Erich Jaschke - Herbert Jaschke - Franz Jasiek - Georg Jass - Georg Jauer - Georg Jauernik - Friedrich Jeckeln - Erich Jeckstat - Ernst Jedele - Otto Jedermann - Josef Jenatschek - Hans Jenisch - Roland Jenisch - Peter Jenne - Josef Jennewein - Karl Jenninger - Walter Jenschke - Max Jensen - Jakob Jenster - Heinz Jente - Erich Jentzsch - Hans Jentzsch - Wilhelm Jerschke - Hans-Heinrich Jescheck - Hans Jeschonnek - Helmut Jeserer - Rudolf Jesse - Curt Jesser - Ernst Jetting - Hermann Jobelius - Hermann Jochems - Hermann-Gustav Jochims - Bernhard Jochimsen - Alfred Jodl - Ferdinand Jodl - Martin Jöcks - Wolf-Joachim Jödicke - Wolfgang Jörchel - Karl Jörss - Gerhard Jözwiak - Bernhard Johannes - Rolf Johannesson - Willi Johannmeyer - Günther Johanns - Hans Johannsen - Karl-Ludwig Johannsen - Kurt Johannsen - Oskar John - Richard John (1896) - Richard John (1916) - Wolfram John - Max Johne - Wilhelm Johnen - Fritz Jokisch - Erwin Jolasse - Günter Jolitz - Ludwig Jooss -  Bernhard Jope - Hermann Friedrich Joppien - Adolf Jordan - Günther Jordan - Hans Jordan (1892) - Hans Jordan (1913) - Herbert Jordan - Hermann Jordan - Manfred Jordan - Walter Joseph - Hans Jost - Walter Jost - Günther Josten - Wilhelm Joswig - Hans Juchem - Georg Juditzki - Walter Jünemann - Friedrich Jürgen - Heinz Jürgens - Karl Jürgens - Wilhelm Jürgens - Arnold Jürgensen - Justus Jürgensen - Klaus Jürgensen - Arthur Jüttner - Werner Junck - Dietrich Jung - Heinrich Jung - Valentin Jung - Heinz Jungclausen - Herbert Junge - Wilhelm Junge - Siegfried Jungklaus - Johann Jungkunst - Edgar Jungnickel - Hans Jungwirth - Heinz Junker - Georg Jura - Franz Jursa - Franz Juschkat - 

## K
Georg Kachel - Wolfgang Kaden - Herbert Kadenbach - Helmut Käber - Walter Käding - Otto Kähler - Karl Kähne - Hans Källner - Edmund Kämmerer - Helmut Kämpfe - Rudolf Käppel - Josef Käs - Herbert Käseberg - Werner Käsler - Robert Kästner - Ernst Käther - Clemens Kageneck - Erbo Kageneck - Bruno Kahl - Konrad Kahl - Helmut Kahle - Rudolf Kahle - Hans-Joachim Kahler - Erich Kahsnitz - Karl Kainz - Albert Kaiser - Erich Kaiser - Herbert Kaiser - Vinzenz Kaiser - Wilhelm Kaiser - Hans Kalb - Helmut Kalbitz - Peter Kalden - Rolf Kaldrack - Georg Kaletsch - Herbert Kalinowski - David Kalkgruber - Walter Kalkhoff - Alois Kalls - Hennig-Tite Kalm - Siegfried Kalow - Ernst Kals - Sören Kam - Hans Kamecke - August Kaminski - Herbert Kaminski - Werner Kaminski - Emil Kaminsky - Werner Kamischke - Josef Kammhuber - Gerhard Kamptz - Johann Kamski - Kurt Kannenberg - Wolfgang Kapp - Hans-Joachim Kappis - Franz Kapsreiter - August Karau - Adalbert Karbe - Fritz Karch - Karl-Ehrhart Karcher - Georg-Heinrich-Karl Karck - Bruno Karczewski - Hennecke Kardel - Ulrich Karg - Franz Karl - Friedrich-Wilhelm Karl - Josef Karl - Otto Karl - Gustav Karow - Albert Karrenberg - Friedrich Karst - Helmut Kassner - Andreas Kastl - Gustav Kastner - Josef Kastner - Hans Katzenmeier - Horst Kaubisch - Helmut Kaürmann - Gerhard Kauffmann - Heinrich Kaupp - Paul-Albert Kausch - Oskar Kautz - Alfred Kayss - Paul Kazmaier - Franz Kecht - Johannes Keck - Karl Keck - Ernst-Georg Kedzia - Heinrich Keese - Karl-Ludwig Kegel - Otto Keichel - Anton Keil - Günther Keil - Max Keil - Siegfried Keiling - Walter Keiner - Willy Keipp - Paul Keiser - Wilhelm Keitel - Albert Kelbach - Gerd Kelbling - Alfred Keller - Lothar Keller - Ortwin Kellermann - Wolfgang Kellner - Heinz Kemethmüller - Heinrich Kemler - Friedrich Kemnade - Traugott Kempas - Walter Kempe - Karl Kempf - Werner Kempf - Günther Kempin - Wilhelm Kempke - Heinrich Kempken - Rudolf Kendler - Karl Kennel - Eitel-Friedrich Kentrat - Wilhelm Keppel - Georg Keppler - Hans Keppler - Ludwig Kepplinger - Fritz Kercher - Horst Kerfin - Friedrich Kern - Karl Kern - Wilhelm Kern - Albert Kerscher - Wolfram Kertz - Helmut Kerutt - Karl Kessel - Mortimer Kessel - Wilhelm Kessel - Albert Kesselring - Arnold Kessler - Hermann Kessler - Ulrich Kessler - Ulrich Kessler - Wolfgang Kessler - Dieter Kesten - Gerd Ketelhodt - Hans Ketscher - Karl Ketterer - Franz Ketterl - Hans Kettgen - Rudolf Kettmann - Walter Keup - Friedrich Keussler - Eduard Kiefer - Hermann Kiefer - Martin Kiefer - Emil Kieffer - Rudolf Kiehl - Johannes Kiel - Rudolf Kiel - Fritz Kienast - August Kiene - Werner Kienitz - Willy Kientsch - Heinrich Kiermeier - Wilhelm Kieser - Gustav Kieseritzky - Peter Kiesgen - Franz Kieslich - Heinrich Kiesling - Helmut Kiesling - Walter Kiess - Günter Kilian - Gustav Kilian - Wilhelm Kilian - Friedrich Kimmich - Hans-Jörg Kimmich - Georg Kinder - Alfred Kindler - Helmut Kinz - Eberhard Kinzel - Rudi Kinzinger - Walter Kipfmüller - Heinrich Kirchheim - Ernst Kirchlehner - Friedrich Kirchner - Heinz Kirchner - Kurt Kirchner - Otto Kirchner - Dietrich Kirn - Hans Kirn - Julius Kirn - Walter Kirsch - Heinz Kirsche - Wilhelm Kirschenmann - Joachim Kirschner - Ludwig Kirschner - Ernst Kirsten - Rudi Kirsten - Hans Kissel - Paul Kitta - Friedrich Kittel - Heinrich Kittel - Kurt Kittel - Otto Kittel - Hans Klärmann - Hans Klaiber - Hans Klammeck - Günther Klappich - Eduard Klar - Fritz Klasing - Helmut Klassmann - Paul Klatt - Werner Klaucke - Johann-Alfred Klaus - Ludwig Klaus - Otto Klaus - Franz Klausgraber - Erich Klawe - Ludwig Kleber - Friedrich Klee - Karl Kleeberger - Ulrich Kleemann - Willy Kleemann - Paul-Georg Kleffel - Philipp Kleffel - Franz Kleffner - Fritz Kleim - Hans Kleimann - Alfons Klein - Georg Klein - Gerhard Klein - Heinrich Klein - Herbert Klein - Hermann Klein - Kurt Klein - Max Klein - Walter Klein - Erhard Kleindienst - Matthias Kleinheisterkamp - Alfons Kleinmann - Ernst Kleinschmidt - Werner Kleinschmidt - Ewald Kleist - Jaröslaff Kleist-Retzow - Helmut Klemann - Hans Klemm - Rudolf Klemm - Heinrich Klemt - Bernhard Klemz - Friedrich Kless - Albert Klett - Heinrich Klette - Nikodemus Kliemann - Heinz Klien - Erich Klier - Robert Klima - Helmut Klimek - Heinrich Kling - Fritz Klingenberg - Kurt Klinger - Walter Klinke - Friedrich Klischat - Franz Klitsch - Walter Klocke - Heinrich Klöpper - Wilhelm Klöpping - Hermann Kloos - Otto Klos - Friedrich Klose - Helmut Klose - Paul Klose - Werner Klosinski - Karl Kloskowski - Max Kloss - Ernst Klossek - Bernhard Klosterkemper - Hans Klotsche - Ludwig Klotz - Wilhelm Klüber - Werner Klümper - Erich Klünder - Ewald Klüser - Max Klüver - Bernd Klug - Ernst Kluge - Gerhard Kluge - Günther Kluge - Walter Kluge - Wolfgang Kluge - Hans-Jürgen Klussmann - Bernhard Kluth - Lothar Kmitta - Kurt Knaack - Hans-Wolfram Knaak - Gustav-Georg Knabe - Konrad Knabe - Reinhold Knacke - Walter Knaf - Franz Knapp - Wilhelm Knapp - Herbert Knappe - Kurt Knappe - Ernst Knaul - Ludwig Knaup - Peter Knaust - Wilhelm Knauth - Ernst Knebel - Rudolf Knebel - Siegfried Knemeyer - Wasmod Knesebeck - Wilhelm Knetsch - Walter Kniep - Walter Knirsch - Gustav Knittel - Otto Knobelsdorff - Leo Knobloch - Heinz Knoche - Heinz Knocke - Fritz Knöchlein - Egon Knörrchen - Walter Knöspel - Karl-Heinz Knollmann - Rolf Knoop - Waldemar Knoop - Albert Knop - Karl-Heinz Knorr - Walter Knorr - Georg Knostmann - Josef Knotzer - Heinrich Knüppel - Karl-Günther Knüppel - Karl Knüttel - Friedrich-Karl Knust - Friedrich-Wilhelm Knuth - Hermann Knuth - Gehard Koall - Horst Koberling - Herbert Kobersky -  Alfred Koch (1912) - Alfred Koch (1920) - August Koch - Dietrich Koch - Erwin Koch - Friedrich Koch - Karl Koch - Max Koch - Theodor Koch - Walter Koch - Willi Koch (1909) - Willi Koch (1916) - Johann Kochanowski - Karl Kochendörfer - Rudolf Koch-Erpach - Josef Kociok - Heinrich Kodre - Ludwig Köchle - Friedrich Köchling - Reinhold Köck - Hans Köckerbauer - Hans-Joachim Köckritz - Alfred Köditz - Armin Köhler - Carl-Erik Köhler - Fritz Köhler - Georg Köhler - Hans-Joachim Köhler - Heinrich Köhler - Hellmut Köhler - Helmut Köhler - Rudolf Köhler - Siegfried Köhler - Walter Köhler - Werner Köhler - Hans-Günther Köhne - Hermann Köhnen - Otto Köhnke - Otto Kölbel - Jürgen Köllner - Erich Kölsch - Friedrich Könen - Alfons König - Christian König - Ernst König - Eugen König - Georg König - Hans-Heinrich König - Heinrich König - Heinz König - Herbert König - Reinhard König - Rudolf König - Viktor König - Wilhelm König - Walter Köppel - Gerhard Köppen - Herbert Köpsel - Adolf Körner - Friedrich Körner - Helmut Körner - Martin Körner - Peter Körte - Alfons Köster - Alfred Köster - Helmut Köster - Walter Köster - Wilhelm Köther - Werner Kötke - Karl Kötz - Florian Kofler - Christoph Kohl - Helmut Kohla - Franz Kohlauf - Wilhelm Kohler - Otto Kohlermann - Karl Kohlhaas - Ludwig Kohlhaas - Kurt Kohlhagen - Hanns Kohmann - Bruno Kohnz - Franz Kohout - Siegfried Koitschka - Ewald Koj - Heinz Kokott - Fritz Kolb - Richard Kolb - Werner Kolb - Hans Kolbeck - Rudolf Kolbeck - Hans Kolbow - Friedemann Kolbus - Heinz Kolczyk - Johannes Koll - Richard Koll - Reinhard Kollak - Botho Kollberg - Gerhard Kollehn - Albert Koller - Gustav Koller - Karl Koller - Gerhard Kollewe - Josef Kollhofer - Fritz Kollmann - Georg Kolodziejczyk - Wolfgang Koltermann - Herbert Kompch - Günther Konopacki - Gerhard Konopka - Alfred Konrad - Rudolf Konrad - Lambert Konschegg von Pramburg - Wilhelm Koolwijk - Erwin Koopmann - Lothar Kopatzki - Helmut Kopp - Karl Kopp - Walter Kopp (1911) - Walter Kopp (1913) - Rudolf Koppe - Karl Koppenwallner - Martin Kordemann - Otto Korfes - Heinz Korn - Dietrich Kornblum - Karl Körner - Walter Körner - Hans Kornmeyer - Franz Kornprobst - Otto Kornprobst - Anton Korol - Hans Korte - Günther Korten - Claus Korth - Siegfried Korth - Gerhard Korthals - Berthold Korts - Joachim Kortzfleisch - Günther Korupka - Karl Kosar - Benno Kosch - Christian Koser - Karl Koske - Otto Koslinko - Siegfried Kossack - Georg Kossmala - Karl-Richard Kossmann - Franz Kostka - Franz Kotlowski - Richard Kotz - Robert Kowalewski - Peter Kox - Boris Kraas - Hugo Kraas - Hermann Kracht - Christoph Krämer - Fritz Krämer - Paul Krämer - Peter Krämer - Richard Krämer - Oskar Kräussel - Heinrich Krafft - Horst Krafft - Alfred Kraft - Gerhard Kraft - Josef Kraft - Karl Kraft - Ernst August Krag - Hans Krah - Karl-Heinz Krahl - Walter Krainz - Dietrich Kraiss - August Krakau - Rupprecht Kral - Friedrich Kralemann - Heinz Kramer - Rudolf Kramer - Theodor Krancke - Wolfgang Kranenbrook - Bernhard Kranz - Rudolf Kranz - Günther Krappe - Heinrich Krappmann - Günther Kratsch - Hans Kratzenberg - Rudolf Kratzert - Adolf Kraus - Eberhard Kraus - Ewald Kraus - Hans-Werner Kraus - Rupert Kraus - Bernhard Krause - Fritz Krause - Johannes Krause - Max Krause - Richard Krause - Walter Krause - Bernhard Krauss - Oswald Krauss - Walter Krauss - Adolf Krebs - Erich Krebs - Günther-Wolfgang Krebs - Hans Krebs - Günther Krech - Günther Kreckow - Werner Krei - Herbert Kreiner - Heinrich Kreipe - Rudolf Kreitmair - Hermann Kremer - Gerhard Krems - Wilhelm Krenz - Hermann Krenzer - Hermann Kress - Ulrich Kress - Ludwig-Hilmar Kresse - Wilhelm Kressel - Erwin Kressmann - Otto Kretschmer - Theodor Kretschmer - Heinz Krettek - Wolfgang Kretzschmar - Franz Kretzschmer - Karl Kreutz - Anton Kreuzberg - Eduard Kreuzer - Franz Kreuzer - Othmar Kreuzinger - Hans Krey - Hermann Krey - Hans Kreysing - Karl Kriebel - Gerhard Krieg - Harald Krieg - Johann Krieg - Friedrich-Wilhelm Krieger - Werner Krieger - Wilhelm Krieger - Herbert Kriening - Josef Krings - Heinz Krink - Helmut Krög - Wilhelm Kröhne - Otto Krogmann - Hans Kroh - Ernst Krohn - Hans Krohn (1918) - Hans Krohn (1919) - Theo Kroj - Hermann Kroll - Franz Krombholz - Otto Kron - Max-Georg Kroner - Fritz Kropp - Hans-Joachim Kroschinski - Heinz Kroseberg - Dedo Krosigk - Ernst-Anton Krosigk - Kurt Kruck - Fritz Krück - Ernst-Felix Krüder - Albrecht Krügel - Erwin Krüger - Felix Krüger - Friedrich-Wilhelm Krüger - Fritz Krüger - Hans-Heinrich Krüger - Helmut Krüger - Horst Krüger - Joachim Krüger - Kurt Krüger (1914) - Kurt Krüger (1919) - Rudolf Krüger - Walter Krüger (1890) - Walter Krüger (1892) - Walther Krüger - Friedrich-Karl Krützmann - Leopold Krugner - Hans Krumminga - Walter Krupinski - Ernst Kruse - Gerhard Kruse - Heinrich Kruse - Heinz Kruse - Gustav Krutemeier - Johann Ksiag - Wilhelm Kubel - Walter Kubisch - Jakob Kuchar - Karl Kudla - Ludwig Kübler - Georg Küchler - Ernst Kühl - Hermann Kühl - Kurt Kühme - Friedrich Kühn - Hans-Jochen Kühn - Martin Kühne - Rudolf Kühnfels - Hannes Kümmel - Otto Kümmling - Herbert Kündiger - Christian Künkel - Heinz Künnecke - Heino Künsberg - Hans-Joachim Künzel - Karl-Friedrich Künzel - Hans Kürsten - Alfred Küsel - Karl Küspert - Ferdinand Küster - Heinz Küster - Rolf Küster - Wilhelm Küster - Andreas Kuffner - Otto Kugelstadt - Eugen Kugler - Josef Kugler - Helmut Kuhenne - Josef Kuher - Herbert Kuhlmann - Kurt Kuhlmey - Wilhelm Kuhlwilm - Karl Kuhn - Otto Kuhn - Walter Kuhn - Bernhard Kuhna - Alfred Kuhnert - Manfred Kuhnert - Günther Kuhnke - Theophil Kuhnle - Norbert Kujacinski - Arthur Kullmer - Josef Kulot - Karl Kulp - Wolfgang Kuls - Josef Kult - Otto Kumm - Alfred Kummer - Gotthard Kummer - Oskar Kummetz - Gerhard Kunert - Hans Kunert - Rudolf Kunert - Kurt Kunkel - Rolf Kunkel - Erwin Kunsch - Albert Kuntz - Herbert Kuntz - Albrecht Kuntze - Walter Kuntze - Adolf Kuntzen - Hermann Kunz - Karl Kunz - Rudolf Kunz - Erhard Kunze - Gottfried Kunze - Herbert Kunze - Karl Kunzmann - Baptist Kupfer - Ernst Kupfer - Georg Kupka - Hans Kupka - Ernst Kuppinger - Herbert Kuppisch - Gottfried Kupsch - Eberhard Kurowski - Hans Kurscheid - Claus Kursell - Hans Kurz - Karl Kurz - Rudolf Kurz - Wilhelm Kurz - Max Kurze - Franz Kusatz - Herbert Kutscha - Alfred Kutscher - Ernst Kutschkau - Alfred Kuzmany - Ekkehard Kylling - Paul Kynast - 

## L
Karl-Ernst Laage - Helmut Labenski - Erich Labrenz - Heinz-Oskar Laebe - Walter Lämmel - Hans Längenfelder - Ehrenfried Lagois - Gustav Laier - Josef Lainer - Otto Lais - Helmut Lambach - August Lambert - Hubert Lamey - Karl Lammer - Heinz Lammerding - Karl Lampart - Hermann Lampe - Wolfgang Lampp - Herbert Lamprecht - Otto Lancelle - Hubert Lancier - Dietrich Lancken - Christian-Johann Landau - Gustav Landeck - Carl-August Landfermann - Franz Landgraf - Paul Landgraf - Paul Landwehr - Emil Lang - Friedrich Lang - Georg Lang - Hermann Lang (1915) - Hermann Lang (1922) - Joachim-Friedrich Lang - Joseph Lang - Ludwig Lang - Rudolf Lang - Fritz Langanke - Joachim Langbehn - Günther Lange - Erhard Lange - Erich Lange - Erwin Lange - Gerhard Lange - Hans-Günther Lange - Heinz Lange - Paul Lange - Walter Lange - Werner Lange - Wolfgang Lange - Carl Langemeyer - Georg Langendorf - Ernst-Hasse Langenn-Steinkeller - Willy Langenohl - Ernst-Friedrich Langenstrass - Albert Langer - Günther Langer - Karl-Heinz Langer - Kurt Langer - Willibald Langermann und Erlencamp - Walter Langert - Karl Langesee - Kay Langfeldt - Alfred Langguth - Theodor Langhart - Bernhard Langhorst - Willy Langkeit - Paul Langkopf - Matthias Langmaier - Albrecht Lanz - Alfred Lanz - Hubert Lanz - Karl Lapp - Anton Larisch - Heribert Larisch - Rudolf Larsen - Otto Lasch - Ulrich Laschet - Erwin Laskowski - Kurt Lasse - Wilhelm Lasse - Georg Lassen - Albert Latz - Fritz Lau - Heinrich Lau - Kurt Lau - Lothar Lau - Werner Lau - Hugo Laubereau - Ludwig Laubmeier - Karl Lauch - Meinrad Lauchert - Otto Laudenbach - Hermann Laü - Richard Laukat - Kurt Launer - Oskar Laupenmühlen - Wilhelm Lauter - Friedrich Lautz - Paul Laux - Erich Lawall - Johannes Lawrenz - Josef Lay - Heinz Leber - Michael Lechermann - Franz Lechl - Alois Lechner - Friedrich Lechner - Willi Lechtenböger - Joachim Lederer - Wilhelm Leeb - Karl-Heinz Leesmann - Christian Lehmann - Hans Lehmann - Hans-Georg Lehmann - Hans-Joachim Lehmann - Kurt Lehmann - Paul Lehmann (1886) - Paul Lehmann (1912) - Rudolf Lehmann - Waldemar Lehmann - Heinrich Lehmann-Willenbrock - Franz Lehner - Wilhelm Lehner - Willy Lehnert - Günter Lehnhoff - Herbert Lehrig - Alois Lehrkinder - Günther Lehrter - Walther Lehwess-Litzmann - Gerhard Leibnitz - Helmut Leicht - Erich Leie - Karl Leimbach - Helmut Leimkuhl - Ludwig Leingärtner - Ludwig Leinhos - Helmut Leipzig - Helmut Leitenberger - Leopold Leitner - Arnim Lembke - Gerhard Lemcke - Joachim Lemelsen - Fritz Lemke - Gerhard Lemke - Max Lemke - Siegfried Lemke - Wilhelm Lemke - Heinz-Georg Lemm - Fritz-Julius Lemp - Otto Lempp - Wilhelm Lengerke - Horst Lenkeit - Hans Lennarz - Helmut Lent - Heinrich Lenz - Hermann Lenz - Martin Lenz - Fritz Leopold - Josef Leopoldsberger - Erich Lepkowski - Richard Lepper - Richard Leppla - Jacqüs Leroy - Karl Lersner - Alexander Leschke - Martin Leske - Waldemar Lesthaus - Karl Lestmann - Karl-Otto-Ernst Leukefeld - Otto Leupert - Alois Leuschner - Kurt Leuschner - Alfred Lex - Hans Lex - Siegfried Leyck - Karl-Heinz Leypold - Ernst Leyser - Hans-Georg Leyser - Walter Lichel - Karl-Heinz Lichte - Philipp Lichtenberg - Hermann Lichtenberger - Theobald Lieb - Heinrich Liebe - Gustav Liebenstein - Kurt Liebenstein - Josef Liebenwein - Karl-August Lieberich - Gerhard Liebetrau - Hans Liebherr - Herbert Liebig - Walter Liebing - Franz Liebisch - Emil Liebmann - Karl Liecke - Albert-Gustav Liedtke - Bruno Liedtke - Leopold Liehl - Franz Liehr - Detlef Lienau - Friedrich Lier - Heinrich Liese - Kurt-Günther Liese - Frank Liesendahl - Kurt Lieske - Helmut Liessmann - Günther Liethmann - Arnold Lignitz - Helmut Lilienhoff-Zwowitzki - Diedrich Lilienthal - Johannes Limbach - Enno-Erich Limburg-Hetlingen - Hans Limmer - Rudolf Linde - Ernst Lindemann - Fritz Lindemann - Georg Lindemann - Gerhard Lindemann - Karl-Wilhelm Lindemann - Max Lindemann - Viktor Lindemann - Hans Lindenau - Usdau Lindenau - Friedrich Lindenberg - Herbert Lindenblatt - Hermann Linder - Heinrich Linderkamp - Werner Lindhorst - Max Lindig - Eduard Lindinger - Alois Lindmayr - Alfred Lindner - Anton Lindner (1915) - Anton Lindner (1917) -  Gerhard Lindner - Herbert Lindner - Kurt Lindner - Martin Lindner - Otto Lindner - Walter Lindner - Hans Lingner - Gottfried Linke - Lothar Linke - Richard Linke - Walter Linke - Rudi Linz - Karl-Hermann Lion - Helmut Lipfert - Hans Lipinski - Karl Lipp - Hans Lippe - Rudolf Lippelt - Walter Lippelt - Rolf Lippert - Wolfgang Lippert - Egmont Lippe-Weissenfeld - Walter Lippolt - Erhard Liss - Franz List - Hans List - Wilhelm List - Stefan Litjens - Walter Littmann - Erich Litzke - Jakob Lobmeyer - Herbert Loch - Heinrich Lodtka - Walter Löbel - Gottfried Löbenstein von Aigenhorst - Rudolf Löchner - Günther Löffelbein - Alfred Löffler - Emil Löffler - Erich Löffler - Rolf Löffler - Alexander Löhr - Erich Löhr - Friedrich-Wilhelm Löper - Wilhelm Lör - Heinrich Löring - Bruno Lörzer - Ernst Lösch - Hans Lösecke - Hans-Joachim Löser - Werner Lösing - Erich Löwe - Kurt Löwer - Hans-Heinrich Lohmann - Hans Lohmeyer - Karl Lohmeyer - Christian Lohrey - Martin Lohss - Lambert Loibl - Gustav Lombard - Georg Loos - Gerhard Loos - Walter Loos (1911) - Walter Loos (1917) - Wilhelm Loos - Otto Loose - Anton Lorch - Herbert Lorch - Alfred Lorenz - Erich Lorenz - Franz Lorenz - Friedrich Lorenz - Herbert Lorenz - Karl Lorenz - Wilhelm Lorenz - Bernhard Lorenzen - Karl Lorenzen - Artur Lorfing - Fritz Losigkeit - Viktor Lossberg - Hans Loth - Christian Lotse - Hans Lotter - Kurt Lottner - Gerhard Lotze - Heinz Lotze - Karl Lowerick - Willi Lublow - Werner Lucas - Ernst Lucht - Walther Lucht - Günther Luchtenberg - Claus Luck - Hans-Ulrich Luck und Witten - Erich Luckmann - Alfons Luczny - Günther Ludigkeit - Hermann Ludin - Franz Ludwig - Hanns Ludwig - Jürgen Ludwig - Hartwig Ludwiger - Vollrath Lübbe - Robert Lübke - Max-Hermann Lücke - Theodor Lücken - Hugo Lüdcke  - Fritz Lüddecke - Siegfried Lüdden - Otto Lüdecke - Friedrich Lüders - Ernst Lüdke - Erwin Lüdtke - Richard Lühne - Arthur Lühr - Wolfgang Lührs - Willi Lüke - Harald Lülfing - Paul Lüneburg - Siegfried Lüngen - Wolfgang Lüth - Heinz-Jürgen Lütje - Herbert Lütje - Günther Lütjens - Hannibal Lüttichau - Heinrich Lüttwitz - Smilo Lüttwitz - Günther Lützow - Joachim Lützow - Kurt-Jürgen Lützow - Hanns Luhr - Walter Luitjens - Kurt Lukas - Dieter Lukesch - Hans Lummel - Josef Lumpp - Karl-Willi Lumpp - Hans Luthardt - Waldemar Lutsch - Johannes Lutter - Johannes Lutz - Martin Lutz - Waldemar Lutz - Helmut Lutze - Werner Lutze - Walter Lux - Josef Luxemburger - Helwig Luz - Karl Luz - Konrad Lyhme - 

## M
Johann Maas - Heinz Maaz - Franz-Wilhelm Mach - Hans-Heinrich Mach - Robert Macher - Heinz Macher - Werner Machold - Siegfried Macholz - August Machowsky - Eberhard Mackensen - Wilhelm Mackrocki - Anton Mader - Anton-Josef Mader - Franz Mader - Hans Mader - Hellmuth Mäder - Hermann Maek - Rolf Mämpel - Manfred Mänhardt  - Jürgen Märcken zu Geerath - Xaver März - Friedrich-Wilhelm Mäs - Heinz Mätzel - Christoph Magawly - Rolf Mager - Friedrich-Wilhelm Magerfleisch - Alois Magg - Hanns Magold - Adolf Mahler - Helmut Mahlke - Friedrich Mahlmann - Heinrich Mahlstedt - Friedrich-Karl Mahn - Werner Mahn - Heinrich Mahnken - Emil Mai - Hans Maier - Kurt Maier - Eberhard Maisel - Ernst Maisel - Paul Maitla - Hans Majer - Wilhelm Malachoski - Robert-Georg Malapert genannt Neufville - Einhart Malguth - Hans Malkomes - Karl Mally - Wolfgang Malotki - Berndt-Joachim Maltzahn - Gunther Maltzahn - Hermann Mangels - Johannes Manitius - Hans-Horst Manitz - Fritz Mann - Martin Mann - Werner Manns - Erich Manstein - Gerhard Mantel - Hasso Manteuffel - Karl-Hans Marbach - Paul Marbach - Oskar Marchel - Erich Marcks - Werner Marcks - Walter Marienfeld - Willy Marienfeld - Hermann Maringgele - Paul Markgraf - Friedrich Markworth - Walter Markworth - Heinz Marquardt - Herbert Marre - Günther Marreck - Hans Marscholek - Hans-Joachim Marseille - Alfred Martens - Egbert Martens - Helmut Martens - Otto Martens - Ekkehard Martienssen - Christian Martin - Heinz Martin - Wolfgang Martin - Robert Martinek - Egon Marwitz - Xaver Marzluff - Lino Masarie - Willi Masemann - Wilhelm Massa - Dietrich Massenbach - Horst Massow - Alfred Matern - Karl-Heinrich Matern - Kurt Matern - Friedrich Materna - Siegmund Matheja - Josef Mathes - Wolfgang Mathes - Walter Matoni - Kurt Matschoss - Franz Mattenklott - Walter Mattern - Leopold Matthess - Werner Matthis - Walter Mattusch - Erich Matuschewitz - Ingwer Matzen - Othmar Matzke - Gerhard Matzky - Theodor Mauchenheim genannt Bechtolsheim - Wolfgang Maucke - Heinrich Maurer - Otto Maurer - Stefan Maurer - Anselm Maurus - August Maus - Karl Mauss - Otto Mauz - Hans May - Otfried Maydorn - Egon Mayer - Hans-Karl Mayer - Helmuth Mayer - Hermann Mayer - Isidor Mayer - Johannes Mayer - Wilhelm Mayer - Willi Mayer - Maximilian Mayerl - Rudolf Mayr - Karl-Conrad Mecke - Walter Mecke - Helmut Meckel - Max Mecklenburg - Karl-Friedrich Meden - Albert Meder - Johannes Meder - Franz Medicus - Wilhelm Meendsen-Bohlken - Wilhelm Meentzen - Hermann Meersmann - Herbert Megow - Waldemar Mehl - Theodor Mehring - Hans Mehrle - Gerhard Meier - Hans-Otto Meier - Helmut Meier - Johann-Hermann Meier - Otto Meierdress - Gustav Meierkord - Julius Meimberg - Eugen Meindl - Hans-Georg Meinecke - Bruno Meineke - Ernst Meiners - Otto Meiners - Rudolf Meinhardt - Wolfgang Meinhold - Johann Meinicke - Alfred Meinigke - Hans-Eberhard Meisel - Martin Meisel - Wilhelm Meisel - Herbert Meissner - Joachim Meissner - Robert Meissner - Siegfried Meissner - Ludwig Meister - Rudolf Meister - Heinrich Meiswinkel - Hellmuth Meitzel - Ulrich Melchior - Horst Mellenthin - Karl Mellwig - Walter Meltzer - Reinhard Melzer - Walter Melzer - Friedrich Memmert - Josef Menapace - Erich Mende - Rolf Mendte - Heinz Meng - Ernst Mengersen - Otto Menges - August Menke - Horst Menke - Erwin Menny - Franz Mentz - Joachim Menzel - Eberhard Mergner - Ernst Merk - Hans-Hermann Merkel - Herbert-Dietrich Merkel - Ludwig Merker - Hans-Joachim Merks - Karl Friedrich Merten - Peter Merten - Ewald Mertens - Helmut Mertens - Otto Mertens - Gerhard Mertins - Heinrich Meschede - Gerhard Meschkat - Erich Messinger - Ernst Metelmann - Gerhard Methner - Fritz Mette - Eduard Metz - Hans Metz - Walter Metze - Eugen Metzger - Richard Metzger - Rudolf Metzig - Jost Metzler - Manfred Meurer - Fritz Meusgeier - Kurt Mevissen - Bruno Meyer - Constantin Meyer - Eduard Meyer - Elimar Meyer - Fritz Meyer - Günter Meyer - Hans Meyer - Hans-Adolf Meyer - Heinrich Meyer - Heinz Meyer (1916) - Heinz Meyer (1919) - Heinz Meyer (1921) - Jochen Meyer - Josef Meyer - Kuno Meyer  - Kurt Meyer - Otto Meyer (1912) - Otto Meyer (1914) - Walter Meyer (1912) - Walter Meyer (1914) - Walter Meyer (1917) - Werner Meyer - Hans Meyer zur Heyde - Heinrich Meyer-Bürdorf  - Heinrich Meyering - Hermann Meyer-Rabingen - Friedrich Meyer-Schewe - Wilhelm Meyn - Emil Mez - Ernst Michael - Friedrich-August Michael - Georg Michael - Hermann Michael - Hans Michaelis - Herbert Michaelis - Hans Michahelles - Georg Michalek - Erich Michalski - Gerhard Michalski - Fritz Michel - Heinz Michelsen - Johann Mickl - Hubert Mickley - Karl Mickley - Albert Mielke - Friedrich Mieth - Rudolf Miething - Klaus Mietusch - Hans Mikosch - Bernhard Mikus - Gerhard Milbradt - Erhard Milch - Werner Milch - Werner Mildebrath - Otto Milek - Karl-Hermann Millahn - Hans Miller - Franz Millonig - Berndtlubich Milovan - Aegidius Mimra - Wilhelm Mink - Franz Mintert - Harry Mirau - Götz Mirbach - Walter Misera - Helmut Missner - Gerd Mitschke - Martin Mitschke - Lambert Mitterwenger - Berndt Mitzlaff - Walter Mix - Stefan Mlinar - Friedrich Moch - Aloys Mocken - Walter Model - Willy Moder - Johannes Modick - Ernst-Wilhelm Modrow - Martin Möbus - Alexander Möckel - Hans-Hermann Möckel - Artur Möhle - Karl-Heinz Möhle - Helmut Möhlmann - Heinz Möhring - Kurt Möhring - Werner Mölders - Leonhard Möllendorf - Emil Möller - Ernst Möller - Günter Möller - Hans Möller (1912) - Hans Möller (1919) - Hans-Werner Möller - Lorenz Möller - Werner Möller - Kurt Mörgel - Walter Möse - Erhard Mösslacher - Gerhard Möws - Wilhelm Mohnke - Carl-Friedrich Mohr - Johannes Mohr - Rolf Mohr - Walter Mohr - Walter-Peer Mohr - Hans Mohrmann - Gerhard Mokros - Siegfried Moldenhauser - Karl-Theodor Molinari - Helmut Moltke - Heinrich Mondabon - Rudolf Mons - Richard Monschau - Alfred Montag - Zeslaus Montreal - Gerhard Moormann - Gerardes Mooymans - Johannes Morawietz - Willi Morawietz - Erich Morgenstern - Gerhard Morich - Georg-Friedrich Moritz - Wilhelm Moritz - Hermann Morr - August Mors - Max Morsche - Georg Morys - Friedrich Morzik - Anton Mosandl - Hans Mosel - Oskar Moser - Wilhelm Moser - Willi Moser - Johann Moshammer - Franz Mosler - Martin Mossdorf - Hans-Theo Mossgraber - Jakob Most - Heinz Mothes - Bruno Moysies - Werner Mozer - Rudolf Mrkwa - Ewald Mrousek - Johannes Mücke - Georg Mügge - Rudolph Mühlbaür - Karl Mühleck - Hans-Heinrich Mühlen - Kurt-Hermann Mühlen - Johannes Mühlenkamp - Günter Mühlke - Peter-Eberhard Müllensiefen - Philipp Müller-Gebhard - Herbert Müller-George - Erich Müller-Melahn - Günther Müller-Stöckheim - Joachim Müncheberg - Thaddaeus Münst - Leopold Münster - Eberhard Münzner - Alfred Müs - Hubert Mütherich - Rolf Mützelburg - Alfons Muggenthaler - Hermann Mugler - Johann Muhr - Albert Müller (1911) - Albert Müller (1912) - Albert Müller (3.4.1913) - Albert Müller (20.4.1913) - Albrecht Müller - Alfred Müller (1912) - Alfred Müller (1915) - Alfred Müller (1916) - Alois Müller - Anton Müller - Claus Müller - Curt Müller - Dietrich Müller - Eduard Müller - Erich Müller - Erwin Müller - Friedrich Müller - Friedrich Wilhelm - Friedrich-Karl Müller (1911) - Friedrich-Karl Müller (1916) - Fritz Müller - Fritz-Heinz Müller - Georg Müller - Gerhard Müller (1896) - Gerhard Müller (1899) - Gottlob Müller - Günter Müller - Günther Müller - Hans Müller (1910) - Hans Müller (1916) - Hans Müller (1918) - Helmut Müller - Herbert Müller - Horst Müller - Johann Müller (1914) - Johann Müller (1922) - Karl Müller (1913) - Karl Müller (1916) - Klaus Müller - Kurt Müller - Ludwig Müller - Manfred Müller - Martin Müller - Peter Müller - Philipp Müller - Richard Müller - Rudi Müller - Rudolf Müller (1912) - Rudolf Müller (1916) - Rudolf Müller (1920) - Siegfried Müller - Vincenz Müller - Waldemar Müller - Walter Müller (1914) - Walter Müller (1894) - Werner Müller - Wilhelm Müller - Willi Müller - Willy Müller -  Friedrich Müller-Rochholz - Josef-Georg Mulzer - Werner Mummert - Dieter Mund - Ulrich Mundt - Rudolf Munser - Johann Munz - Oskar Munzel - Heinrich Murken - Heinz Murr - Friedrich-Heinrich Musculus - Alfred Muser - Fritz Muster - Karl Muth - Franz Muttenthaler - Wilhelm Mylius -

## N
Heinz Nacke - Rudolf Nacke - Kurt Nadewitz - Werner Nadolski - Wilhelm Nädele - Walter Näfe - Alfred Nähring - Helmut Nagel - Willy Nagel - Georg Nagengast - Karl-Heinz Najock - Bruno Namyslo - Werner Naseband - Walter Nass - Oldiwg Natzmer - Herbert Nau - Herbert Naü - Hans-Jörg Naumann - Helmut Naumann - Horst Naumann - Johannes Naumann - Werner Nebe - Peter Nebel - Leonhard Nechansky - Hanns-Horst Necker - Walther Nehring - Franz Neibecker - Hans Neidhöfer - Ludwig Neigl - Egon Neindorff - Walter Neise - Karl Neitzel - Walter Neitzel - Herbert Nelke - Heinrich Nelles - Ludwig Nemecek - Willi Nemitz - Gerhart Nemnich - Günther Nentwig - Karl Nestle - Helmut Neuber - Frank Neubert - Karl Neubert - Rudolf Neubert - Rudolf Neubrandt - Walter Neür - Hermann Neürburg - Ernst Neufeld - Karl Neufellner - Georg Neuffer - Georg Neufville - Walter Neugebaeur - Josef Neuhierl - Hermann Neuhoff - Karl Neuhoff - Ferdinand Neuling - Eggert Neumann - Ernst Neumann - Friedrich-Wilhelm Neumann - Heinrich Neumann - Helmut Neumann - Joachim Neumann - Johannes Neumann - Jürgen Neumann - Klaus Neumann - Otto Neumann - Rudolf Neumann - Werner Neumann - Walter Neumann-Silkow - Hans Neumayer - Lorenz Neumayr - Hans Neumeier - Karl Neumeister - Werner Neumeyer - Ernst Neumüller - Fritz Neumüller - Lothar Neunhöffer - Kurt Nibbe - Heinrich Nickel - Horst Niederlaender - Heinrich Niedermeier - Hans Niedzwetzki - Roman Niedzwitzki - Karl Niegsch - Hermann Niehoff - Heinz Niehuus - Albert Nielsen - Horst Niemack - August Niemann - Eduard Niemann - Heinrich Niemann - Willi Niemann - Gerhard Niemeck - Ernst Niemeier - Josef Niemitz - Peter Niessen - Georg Nietert - Heinrich Nietsche - Wilhelm Niggemeyer - Karl Nikolussi-Leck - Hans Nilshorn - Erhard Nippa - Kurt Nippes - Alfred Nitsch - Hans-Joachim Nitsch - Hermann Nitsch - Martin Nitsch - Robert Nittler - Karl Noack - Karl-Heinz Noak - Ernst Nobis - Klaus Nocken - Kurt Nöbel - Friedrich-Karl Nökel - Ferdinand Nöldechen - Cornelius Nöll - Herbert Nölter - Klaus Nöske - Karl Nohr - Wilhelm Noller - Harro Nolte - Kurt Nolte - Walter Nolte - Karl-Gottfried Nordmann - Theodor Nordmann - Otto Nordt - Helmut Normann - Jakob Norz - Rainer Nossek - Gustav-Adolf Nostitz-Wallwitz - Jürgen Nottbeck - Friedrich-Wilhelm Notz - Alfred Nowak - Paul Nowak - Heinz Nowotnik - Karl Nowotnik - Walter Nowotny - Gregor Nowowieski - Alfred Nuckelt - Erich Nürnberger - Carlos Nugent - Harald Nugiseks - Heinrich Nuhn - Hans Nuhr - 

## O
Eduard Obergethmann - Hans Oberhofer - Karl Oberkircher - Werner Oberländer - Walther Oberloskamp - Fritz Oberndorff - Herbert Oberweg - Erich Oberwöhrmann - Friedrich Obleser - Alois Obschill - Walter Obst - Hans Obstfelder - Wolfgang Obstfelder - Heinrich Ochs - Willifrank Ochsner - Heinrich Ochssner - Job Odebrecht - Wilhelm Odenhardt - Erich Oeckel - Johann-Peter Oeckenpöhler - Heinz Oehl - Helmut Oehler - Hermann Oehmichen - Viktor Oehrn - Heinrich Oelker - Karl Oepke - Walter Ösau - Jürgen Östen - Albert Österlin - Karl Österreicher - Karl-Heinz Oesterwitz - Heinrich Ofenloch - Karl Offschany - Walter Ohlrogge - Walter Ohmsen - Horst Ohrloff - Wilhelm Okrent - Erich Olböter - Friedrich Olbricht - Robert Olejnik - Herbert Oll - Georg Olschewski - Emil Omert - Leon Ondarza - Hermann Opdenhoff - Heinz-Eberhard Opitz - Hermann Oppeln-Bronikowski - Kurt Oppenländer - Walter Oppermann - Egon Orinschnig - Ralph Oriola - Helmuth Orlowski - Heinrich Orth - Karl Orth - Alfons Orthofer - Karl Ortlieb - Ernst Orzegowski - Theodor Ossege - Werner Ostendorff - Dieter Oster - Wilhelm Osterhold - Theodor Osterkamp - Felix Ostermann - Max-Helmuth Ostermann - Hans Ostermeier - Franz Oswald - Oskar Otolsky - Eugen Ott - Heinz Ott - Helmuth Ott - Joachim Ott - Rudolf Ott - Norbert Ottawa - Albrecht Otte - Friedrich Otte - Maximilian Otte - Otto-Ernst Ottenbacher - Ernst Otto - Rudolf Otto - Werner Otto - Karl Oven - Theo Overhagen - Gerold Overhoff - 

## P
Karl Pabst (2.4.1914) - Karl Pabst (25.11.1914 - Kurt Pabst - Alois Pacher - Gerhard Pade - Arno Paege - Heinrich Päpcke - Heinz Paetow - Otto Paetsch - Erich Paetz - Georg Pagel - Otto Pagelow - Karl Pakebusch - Harry Paletta - Karl Palmgreen - Ferdinand Pampus - Alfred Pandel - Herbert Panknin - Georg Pankow - Werner Pankow - Rudolf Pannier - Helmuth Pannwitz - Werner Panse - Kurt Pantel - Karl Pantzlaff - Peter Panusch - Albert Panzenhagen - Fred Papas - Günther Pape - Kurt-Albert Pape - Walter Pape - Werner Pape - Josef Papesch - Gerhard Papst - Willi Pardon - Heinrich Parisius - Werner Paschke - Heinrich Pasold - Hans Passeger - Eberhard Pasternack - Arthur Pasternak - Walter Patry - Horst Patuschka - Ernst Paukner - Friedrich-Karl Paul - Hugo Paul - Karl Paul - Wilhelm Paul - Rolf Pauls - Werner Pauls - Karl-August Paulsen - Friedrich Paulus - Walter Paulus - Heinz Paulussen - Joseph Pausinger - Wilhelm Peek - Adolf Peichl - Friedrich Pein - Joachim Peiper - Herbert Peitsch - Wolfdietrich Peitsmeyer - Dietrich Pekrun - Richard Pellengahr - Dietrich Peltz - Erich Pelz - Jakob Pelzer - Max Pemsel - Oskar Penkert - Paul Penth - Hans Pentzien - Werner Pergande - Joachim Persson - Erwin Pesch - Georg Peschel - Rudolf Peschel - Gustav Peschke - Otto Peschke - Hans Pestke - Josef Peteani - Ernst Pete-Nemeth - Erich Peter - Gerhard Peter - Rudolf Peter - Wilhelm Peter - Max-Eugen Petereit - Horst-Egon Peterhaensel - Erich Petermann - Viktor Petermann - Alfred Peters - Josef Peters - Karl Peters - Kurd Peters - Reinhard Peters - Werner Peters - Hans Petersburs - Horst Petersdorff - Manfred Petersdorff - Carl-August Petersen - Edgar Petersen - Fritz Petersen - Heinrich Petersen (1902) - Heinrich Petersen (1904) - Heinrich Petersen (1911) - Otto Petersen - Rudolf Petersen - Rudolf Petershagen - Georg Peterson - Ernst Petzold - Joachim Petzold - Armin Pfaffendorf - Oskar Pfalzgraf - Karl Pfannkuche - Josef Pfattischer - Otto Pfau - Max Pfeffer - Karl Pfeffer-Wildenbruch - Hellmuth Pfeifer - Franz Pfeiffer - Georg Pfeiffer - Hans Pfeiffer - Hellmuth Pfeiffer - Horst Pfeiffer - Johannes Pfeiffer - Karl Pfeiffer - Johann Pfeil - Herbert Pfennig - Arno Pfeuffer - Paul Pfitzenmayer - Werner Pfitzer - Heinz Pfitzner - Rudolf Pflanz - Kurt Pflieger - Johann Pflugbeil - Kurt Pflugbeil - Helmut Pförtner - Karl Pfreundtner - Heinz Pfühl - Alexander Pfuhlstein - Christian Philipp - Ernst Philipp - Hans Philipp - Hans-Otto Philipp - Wilhelm Philipp - Alfred Philippi - Karl Philippi - Wilhelm Philipps - Arthur Phleps - Harry Phönix - Johann Pichler - Alfred Picht - Gerhard Pick - Egbert Picker - Wolfgang Pickert - Karl Picus - Alois Piechulla - Friedrich Piefer - Franz Piehler - Hans Piekenbrock - Hans Pielmeier - Adolf Piening - Claus Pieper - Heinz Pieper (1916) - Heinz Pieper (1917) - Willi Pieper - Werner Pietsch - August Pietschmann - Erich Pietzonka - Rudolf-Anton Piffer - Hans Pikrot - Hubert Pilarski - Karl Pilat - Walter Pilz - Rolf Pingel - Georg Pinkepank - Johannes Pintschowius - Artur Pipan - Wilhelm Pirch - Ernst Pirhofer - Karl Pirner - Herbert Piske - Walter Pitsch - Adolf Pitschellis - Karl Pitschmann - Josef Pizala - Franz Placzek - Max Planitz - Albert Plapper - Anton-Detlev Plato - Reinhold Platta - Hubert Platz - Friedrich Platzer - Josef Plein - Gerhard Pleiss - Kurt Plenzat - Hans Plesch - Helmut Pless - Georg Plettenberg - Erich Plettner - Waldemar Plewig - Fritz Plikat - Peter-Paul Plinzner - Fritz Pliska - Karl-August Plochat - Hermann Plocher - Karl-Heinrich Plöger - Werner Plönzke - Friedrich-Hans Plümer - Erich Podehl - Reinhold Podrassa - Heinz Pöhler - Hermann Pöhlmann - Georg Pöhner - Josef Pöhs - Gerhard Pöl - Gustav Pöl - Konrad Pöllath - Hubert Pölz - Julius Pöppel - Fritz Pörschke - Johannes Pörschmann - Franz Pöschl - Michael Pössinger - Walter Pössl - Georg Pöthig - Werner Pötschke - Joachim Pötter - Eberhard Pohl - Franz Pohl - Günther Pohl - Max Pohl - Wilhelm Pohlmann - Heinrich Pohrig - Fritz Polack - Harry Polewacz - Matthias Poll - Johann Pollak - Othmar Pollmann - Otto Pollmann - Georg Pollner - Herbert Pollow - Heinz Polz - Hellmut Pommer - Gustav Ponath - Hans Poncet - Johann Pongratz - Hermann Poppe - Hinrich Poppinga - Theodor Populo - Rudolf Porath - Eberhard Poremski - Günther Porsch - Johann Port - Josef Portsteffen - Joachim Poschinger - Leopold Poschusta - Fritz Poske - Eduard Post - Martin Post - Otto Post - Georg-Wilhelm Postel - Hermann Potschka - Fritz Prager - Otto Prager - Heinrich Prassdorff - Albert Praun - Johann Prchal - Alexander Preinfalk - Armin Preiss - Josef Preiss - Josef Prentl - Heinrich Press - Gustav Pressler - Theodor Preu - Carl Preuss - Ernst Preuss - Georg Preuss - Wilhelm Preussler - Otto Priem - Günther Prien - Peter Prien - Helmuth Priess - Hermann Priess - Günther Prill - Josef Priller - Hugo Primozic - Josef Prinner - Karl-Heinz Prinz - Kurt Prinz - Bernhard Prittwitz und Gaffron - Klaus Pritzel - Ernst Prochaska - Alois Prochazka - Robert Prochazka - Georg Pröhl - Günther Pröhl - Karl Pröll - Erwin Prössl - Bodo Prötzel - Herbert Proll - Ludwig Promesberger - Hans Prominski - Friedrich-Wilhelm Proske - Emil Pross - Theodor Prost - Walter Prüger - Karl Prümm - Walter Prüss - Willi Prüss - Feliy Przedwojewski - Kurt Przyklenk - Rudolf Puchinger - Karl Püchler - Theodor Pültz - Martin Püschel - Heinrich Püttcher - Günther Pulst - Paul Punkt - Nikolaus Purklis - Emil Pusch - Herbert Puschmann - Dietrich Puttfarken - Helmut Putz - Erich Putzka - 

## Q
Klaus Quaet-Faslem - Joachim Quassowski - Werner Quast - Horst Qüdnau - Fritz Qüdnow - Friedrich Qüntin - Ewald Qüst - 

## R
Alexander Raab - Josef Raab - Günter Raabe - Friedrich Raaf - Johann Rab - Herbert Rabben - Friedrich-Carl Rabe von Poppenheim - Kurt Radeck - Hans Radel - Rudi Rademacher - Emil Rademann - Waldemar Radener - Karl Radermacher - Albert Radesinsky - Helmut Radochla - Josef Radowitz - Eduard Radowski - Werner Radtke - Günther Radusch - Oskar Radwan - Georg Radziej - Erich Raeder - Kurt Räder  - Adolf Rägener - Horst Rämsch - Fritz Rätzel - Heinz Rafoth - Robert Rahlenbeck - Gerhard Raht - Heribert Raithel - Johann Raithel - Andreas Rakowitz - Günther Rall - Karl Rall - Viktor Rall - Günter Rambow - Richard Rambow - Bernhard-Hermann Ramcke - Hans-Georg Ramin - Karl Rammelt - Siegfried Rammelt - Josef Rampel - Alois Rampf - Günter Ramser - Werner Ranck - Rolf Rannersmann - Hans-Friedrich Rantzau - Heino Rantzau - Fritz-Georg Rappard - August Rappel - Walter Rappholz - Ernst-Wilhelm Rapräger  - Hermann Rasch - Siegfried Rasp - Friedrich Rass - Johann Rast - Edmund Ratajczak - Alexander Ratcliffe - Ernst Rath - Hans-Joachim Rath - Wilhelm Ratzke - Alfred Rauch - Erwin Rauch - Hans Rauch - Josef Rauch - Karl-Heinz Rauch - Franz-Xaver Raucheisen - Karl Raür - Paul-Hubert Rauh - Erhard Raus - Werner Rausch - Hermann Rauschenbusch - Johann Ravenstein - Alfons Rebane - Gustav-Peter Reber - Willy Reber - Robert Rebholz - Erich Rech - Reinhard Reche - Kurt Rechel - Heinrich Recke - Hermann Recknagel - Wolf Recktenwald - Edzard Reden - Engelhard Reder - Walter Reder - Ernst Redlich - Karl-Wolfgang Redlich - Adolf Reeb - Deert Reeder - Alfred Regeniter - Max Rehbein - Siegfried Rehle - Erich Rehm - Ernst Rehm - Hans Rehm - Richard Rehmer - Konrad Rehnitz - Johann Reich (1898) - Johann Reich (1923) - Werner Reich (1907) - Werner Reich (1917) - Hans Reichardt - Werner Reiche - Erwin H. Reichel - Helmut Reichel - Martin Reichelt - Paul Reichelt - Walther von Reichenau - Josef Reichert - Karl Reichert - Rudolf Reichert - Otto Reichhold - Heinz Reichmann - Gerhard Reichwald - Egon Reifner - Hans Reimann - Herbert Reimann - Richard Reimann - Wilhelm Reimann - Gustav Reimar - Hans Reimling - Gerhard Reimpell - Siegfried Rein - Willi Rein - Josef Reinardy - Leander Reinbacher - Rudi Reineck - Ewald Reinecke - Gerhard Reinecke - Heinz Reinefarth - Paul Reineking - Ernst-Wilhelm Reinert - Hans-Wolfgang Reinhard - Alfred-Hermann Reinhardt - Arnold Reinhardt - Hans Reinhardt - Hans-Georg Reinhardt - Walter Reinhardt - Wilhelm Reinhardt - Heinz Reinhart - Karl Reinhart - Leo-Hermann Reinhold - Voldemar Reinholds - Gerhard Reinicke - Hans-Jürgen Reinicke - Adolf Reininghaus - Friedrich-Wilhelm Reinke - Heinrich Reinke - Fritz Reinkober - Heinz Reintjes - Max Reinwald - Otto Reinwald - Sebastian Reiser - Josef Reisig - Walter Reissinger - Paul Reissmann - Werner Reissmann - Hans Reiter - Otto Reittinger - Albin Reitzenstein - Josef Remberg - Otto-Ernst Remer - Heinrich Remlinger - Hans Remmer - Heinz Remmert - Otto Rendl - Lothar Rendulic - Paul-Ernst Renisch - Rudolf Rennecke - Wilhelm Renner - Günther Rennhack - Karl Renolder - Helmut Renschler - Ewert Renteln - Fritz Rentrop - Emil Rentschler - Gerhard Renz - Gottlieb Renz - Joachim Renz - Anton Resch - Rudolf Resch - Willi Reschke - Ralph Rettberg - Rudolf Rettberg - Josef Rettemeier - Karl Rettlinger - Karl Retzlaff - Ernst Reusch - Franz Reuss - Richard-Heinrich Reuss - Rudi Reussner - Alfred Reuter - August Reuter - Benno Reuter - Derfflinger Reuter - Erich Reuter (1904) - Erich Reuter (1914) - Joachim Reuter - Kurt Reuter - Heinz Reverchon - Helmuth Reymann - Ernst-Martin Rhein - Josef Rhein - Karl Rhein - Rudolf Ribbentrop - Johann-Georg Richert - Bruno Richter - Emil Richter - Franz Richter - Friedrich Richter (1910) - Friedrich Richter (1911) - Gerhard Richter - Hannes Richter - Hans Richter - Hans-Heinrich Richter - Heinz Richter (1913) - Heinz Richter (1915) - Joachim Richter - Kurt Richter - Richard Richter - Rudolf Richter (1894) - Rudolf Richter (1918) - Walter Richter - Werner Richter - Wilfried Richter - Wolfram Richthofen - Kurt Rick - Hans-Oskar Rickert - Josef Rickert - Boy Rickmers - Klaus Riebicke - Karl Riechers - Hans-Georg Riechert - Herbert Rieckhoff - Franz Riedel - Gerd Riedel - Walter Riedel - Willy Riedel - Volprecht Riedesel von Eisenbach - Adam Riedmüller - Waldemar Riefkogel - Fritz Rieflin - Kurt Riegel - Siegfried Rieger - Joachim Rieger - Johann Rieger - Karl Rieger - Alfreds Riekstins - Rudolf Riemer - Hermann Rienaecker - Julius Riepe - Josef-Otto Riepold - Karl Riesle - Karl Riess - Otto Riess - Herbert-Albert Rieth - Georg Rietscher - Harald Riipalu - Bernhard Rindfleisch - Erich Ring - Julius Ringel - Jakob Ringhof - Helmut Ringler - Adolf Rinke - Karl-Eberhard Rinke - Leo Rinkowski - Josef Rintelen - Werner Ripcke - Eberhard Risse - Walter Risse - Stephan Rittau - Georg Rittberg - Hans Rittel - Anton Ritter - Friedrich-Karl Ritter - Georg Ritter - Heinz Ritter - Hugo Ritter - Klaus Ritter - Willy Ritter - Walter Rittershausen - Arthur Rittner - Alfred Ritz - Otto Ritz - Karl Rixecker - Rolf Rocholl - Hans Rochow - Hans-Joachim Rochow - Werner Rode - Heinrich Rodemich - Karl Rodenburg - Georg Roderer - Otto Rodewald - Eberhard Rodt - Heinrich Röckl - Gustav Rödel - Josef Röder - Walter Rödlich - Friedrich Rögelein - Hans Röger - Wolfgang Röhder - Herbert Röhler - Edgar Röhricht - Hans Röhrig - Oskar Röhrig - Heinz Rökker - Werner Röll - Josef Röllecke - Kurt Röpke - Rudolf Rösch - Erich Röseke - Hans Rösing - Gerd Röske - Karl Rösler - Rudolf Rösner - Wilhelm-Richard Rössiger - Erwin Röstel - Herbert Röwer - Peter Röwer - Konstantin Rogalla von Bieberstein - Hans Rogalski - Alfred Rogge - Bernahrd Rogge - Rudolf Rogge - Ulrich Roggenbau - Franz Roggenland - Hans Rogner - Walter Rohde - Kurt Rohlfs - Hans Rohr - Hans-Babo Rohr - Josef Rohrbacher - Kurt Rohrbeck - Johannes Rohweder - Detlev Rohwer - Franz Roka - Heinz Roland - Wilhelm Rollmann - Herbert Rollwage - Otto Rolser - Rudolf Roman - Hans-Georg Romeike - Oskar Romm - Erwin Rommel - Hans Romott - Johannes Rompzick - Arnold Roon - Ferdinand Roos - Fritz Roos - Hugo Roos - Max Ropp - Willi Rose - Kersten Rosen - Helmut Rosenbaum - Hans Rosenheinrich - Willi Rosin - Fritz Roske - Heinrich Rossbach - Karl-Heinz Rossbach - Christian Rossfeld - Emil Rosshart - Theodor Rossiwall - Vincenz Rossler - Edmund Rossmann - Emil Rossmann - Karl Rossmann - Erich Rossner - Hans-Günther Rost - Erwin Rostin - Ernst-August Roth - Günther Roth - Hans Roth - Heinrich Roth - Hermann Roth - Jakob Roth - Matthias Roth - Wilhelm Roth - Heinz Rothardt - Friedrich Rothe - Gerhard Rothe - Karl Rothenburg - Willi Rothhaar - Friedrich-Wilhelm Rothkirch und Panthen - Hans-Siegfried Rothkirch und Trach - Anton Rothmaier - Fritz-Joachim Rotsmann - Rudolf Rott - Walter Rott - Johann Rottensteiner - Josef Rotter - Theodor Rowehl - Willi Rowohl - Rudolf Roy - Walter Rubarth - Karl Rubatscher - Walter Rubensdörffer - Franz Rubesch - Hans Ruckau - Erich Rudat - Horst Rudat - Hans Rudel - Oskar Rudler - Erich Rudnik - Richard Rudolf - Walter Rudolph - Erich Rudorffer - Karl Rübel - Günter Rübell - Julius Rück - Helmuth Rückteschell - Adolf Rüd - Wilhelm Rüden - Ludwig Rüderer - Karl Rüf - Helmut Rüffler - Josef Rüger - Hans-Joachim Rühle von Lilienstern - Wilhelm Rüngeler - Hugo Ruf - Rudolf-Heinz Ruffer - Friedrich Ruge - Gerd Ruge - Franz Ruhl - Heinrich Ruhl - Herbert Ruhnke - Karl Ruland - Detlev Rumohr - Joachim Rumohr - Friedrich Rumpelhardt - Gerd Rundstedt - Fritz Runge - Siegfried Runge - Richard Ruoff - Ernst Rupp - Friedrich Rupp - Hermann Ruppert (1915) - Hermann Ruppert (1919) - Siegfried Rupprecht - Werner Rupprecht - Heinrich Rust - Wolfgang Rust - Alfred Rutkowski - Wolfgang Ryll -

## S
Rudolf Saalbach - Alfred Saalwächter - Wilhelm Sabottki - Friedrich Sacha - Hermann Sachenbacher - Otto Sacher - Günther Sachs - Hans Sachs - Heinz Sachsenberg - Max Sachsenheimer - Emil Sack - Friedrich Sänger - Rudolf Säumenicht - Günther Sahner - Johann Sailer - Friedrich Salamon - Walter Salamon - Sylvester Saldern - Burkhard Salderrn-Wilsnack - Hans Salengre-Drabbe - Wilhelm Salisch - Karl-Walrad Salm-Horstmar - Josef Salminger - Hans Salmuth - Martin Saltzwedel - Benno Salwey - Wilhelm Salz - Walter Salzmann - Kurt Sametreiter - Ernst Sander - Erwin Sander - Joachim Sander - Walter Sander - Wilhelm Sander - Bernhard Sanders - Rudolf Sandig - Karl-Heinz Sandmann - Johann Sandner - Hans Sandrock - Fritz Sann - Werner Sanne - Hermann Sardemann - Bernhard Sartor - Eduard Sass - Bruno Sassen - Hans-Hermann Sassenberg - Carl Sattig - Georg Sattler - Günter Sattler - Hans-Karl Sattler - Karl Sattler - Dietrich Saucken - Bernhard Saür - Hans Saür - Hermann Saür - Johann Saür - Konrad Saür - Walter Saür - Rudolf Saürbrei - Peter Saürbruch - Konrad Saul - Jordan Sauter - Bernhard Sauvant - Kurt Sawatzki - Otto Sawatzki (1910) - Otto Sawatzki (1917) -  Heinrich Sayn-Wittgenstein - Ludwig-Ferdinand Sayn-Wittgenstein - Ferdinand Schaal - Gerhard Schaar - Herbert Schaarschmidt - Josef Schabenberger - Hans Schabschneider - Max Schachner - Gerhard Schacht - Harro Schacht - Heinz Schacht - Friedrich Schack - Günther Schack - Hans Schack - Karl-Heinz Schade - Martin Schächter - Gottfried Schädlich - Albert Schäfer - Eberhard Schäfer - Eduard Schäfer (13.8.1913) - Eduard Schäfer (7.9.1913) - Elmar Schäfer - Erich Schäfer - Ernst Schäfer - Friedrich Schäfer - Georg Schäfer - Günther Schäfer - Hans-Joachim Schäfer - Heinrich Schäfer  - Kurt Schäfer (1913) - Kurt Schäfer (1916) - Max Schäfer - Rudi Schäfer - Peter Schägger - Bernd Schäzle - Oskar Schäfer - Willi Schaffner - Hartmut Schairer - Hans Schalanda - Kurt Schaldach - Johann Schalk - Franz Schall - Rudolf Schallenberg - Walter Schalles - Siegfried Schaper - Emil Schareina - Heinz Scharf - Helmut Scharf - Konrad Scharf - Heinrich Scharff - Hermann Scharnagel - Kurt Schassner - Heinrich Schaten - Bruno Schatz - Oskar Schaub - Georg Schaür - Horst Schaumann - Heinrich Schaumberg - Heinz-Eugen Schauwecker - Günther Scheel - Alfons Scheele - Karl Scheele - Rudolf Scheffel - Konrad Scheffold - Gerhard Scheibe - Siegfried Scheibe - Erich Scheibig - Johannes Scheid - Franz Scheidies - Fritz Schelhorn - Otto Schell - Walther Scheller - Walter Schellhase - Wolfgang Schellmann - Conrad Schellong - Hans Schellong - Günther Schemm - Günther Schemmel - Rudi Schenck - Wolfgang Schenck - Georg Schentke - Joachim Schepke - Rolf Scherenberg - Fritz Scherer - Theodor Scherer - Fritz Scherf - Walter Scherf - Karl-Heinz Scherfling - Johannes Scherg - Heinrich Scherhorn - Ewald Scherling - Franz Scherzer - Kurt Scheünemann - Harald Scheürmann - Paul Scheürpflug - Walter Scheunemann - Georg Schewe - Fritz Schewior - Hans Schiebau - Wilhelm Schiele - Alfred Schiemann - Gustav Schiemann - Rudolf Schier - Hans-Georg Schierholz - Franz Schiess - Gottlob Schill - Kurt Schille - Friedrich Schiller - Horst Schiller - Siegfried Schiller - Johannes Schilling - Walter Schilling - Wilhelm Schilling - Johannes Schimanski - Hugo Schimmel - Josef Schimmele - Theodor Schimmelmann von Lindenburg - Richard Schimpf - Herbert Schimpff - Horst Schimpke - Walter Schindler - Ernst Schirlitz - Berthold Schirmer - Gerhard Schirmer - Konrad Schirmer - Lothar Schirner - Werner Schirp - Fritz Schirrmacher - Karl Schitthelm - Hans Schlagberger - Walter Schlags-Koch - Karl Schlamelcher - Wilhelm Schlang - Hans Schlebrügge - Wilhelm Schlecht - Joachim Schlee - Rudolf Schlee - Hans Schleef - Heinz Schlegel - Hermann Schleinhege - Siegmund Schleinitz - Alfred Schlemm - Hans Schlemmer - Erich Schlemminger - Eberhard Schlepple - Otto Schlesinger - Friedrich-Ferdinand Schleswig-Holstein-Sonderburg-Glücksburg - Joachim Schlichting - Karl-Wilhlem Schlieben - Franz Schlieper - Fritz Schlieper - Hermann Schliermann - Kurt Schliessmann - Harry Schlingmann - Egon-Reiner Schlippenbach - Helmut Schlömer - Heinrich Schlosser - Walter Schlosser - Carl Schlottmann - Adolf Schlüter - Wilhelm Schlüter - Georg Schluifelder - Franz Schlund - Adolf Schmahl - Alfons Schmalz - Eberhard Schmalz - Wilhelm Schmalz - Otto Schmalzried - Hans Schmedt - Heinz Schmekel - Jürgen Schmeling - Heinrich Schmelzer - Bruno Schmelzinger - Heinrich Schmetz - Alois Schmid - Anton Schmid - Franz Schmid - Fritz-Wilhelm Schmid - Georg Schmid - Günther Schmid - Hans Schmid - Hubert Schmid - Johannes Schmid - Josef Schmid - Karl Schmid - Walter Schmid - Gerhard Schmidhuber - Leonhard Schmidt - Arthur Schmidt - August Schmidt (1883) - August Schmidt (1892) - Burkjard Schmidt - Dietrich Schmidt - Erich Schmidt (1911) - Erich Schmidt (1914) - Erich-Otto Schmidt - Ernst Schmidt - Franz Schmidt - Friedrich Schmidt - Fritz Schmidt - Georg Schmidt (1912) - Georg Schmidt (1920) - Gustav Schmidt - Hans Schmidt (1877) - Hans Schmidt (1895) - Heinz Schmidt (1920) - Heinz Schmidt (1922) - Hellmut Schmidt - Herbert Schmidt - Hermann Schmidt (1910) - Hermann Schmidt (1915) - Hermann-Ludwig Schmidt - Hubert Schmidt - Johann Schmidt - Johannes Schmidt - Josef Schmidt (1893) - Josef Schmidt (1914) - Jürgen Schmidt - Karl-Heinz Schmidt - Klaus-Degenhard Schmidt - Konrad Schmidt - Otto Schmidt - Paul Schmidt - Richard Schmidt - Rudolf Schmidt (1886) - Rudolf Schmidt (1914) - Rudolf Schmidt (1915) - Rudolf Schmidt (1918) - Stephan Schmidt - Walther Schmidt - Werner Schmidt (1906) - Werner Schmidt (1920) - Winfried Schmidt - Klaus Schmidtberg - Hans-Joachim Schmidt-Falbe - Werner Schmidt-Hammer - Fritz Schmidtmann - Hans-Albert Schmidtmann - Gustav-Albrecht Schmidt-Ott - Josef Schmied - Lorenz Schmied - Helmut Schmischke - Anton Schmitt (1888) - Arthur Schmitt (1917) - Erich Schmitt (14.05.1920) - Erich Schmitt (16.05.1920) - Jakob Schmitt - Norbert Schmitt - Wilhelm Schmitter - Franz Schmitz - Günther Schmitz - Wilfried Schmitz - Franz Schmitzer - Johann Schmölzer - Siegfried Schmoll - Ernst-Friedrich Schmude - Willi Schmükle - Hubert Schmundt - Helmut Schnaarschuh - Ernst Schnabl - Georg Schnappauf - Franz-Karl Schnarr - Helmut Schnatz - Alois Schnaubelt - Heinz-Wolfgang Schnaufer - Ernst Schneck - Willi Schneckenburger - Adalbert Schnee - Rolf Schneege - Wolfgang Schneeweis - Adalbert Schneider - Albert Schneider - Alfred Schneider - Erich Schneider - Erich Schneider - Friedrich Schneider - Gerd-Dietrich Schneider - Heinrich Schneider - Heinz Schneider (16.04.1915) - Heinz Schneider (13.05.1915) - Herbert Schneider (25.06.1915) - Herbert Schneider (31.07.1915) - Josef Schneider (1912) - Josef Schneider (1914) - Kurt Schneider - Otto Schneider (1921) - Otto Schneider (1922) - Paul Schneider - Rudolf Schneider - Walter-Erich Schneider - Wilhelm Schneider - Alfred Schneidereit - Ferdinand Schneider-Kostalski - Willy Schneidermann - Karl Schnell - Karl-Heinz Schnell - Siegfried Schnell - Wilhelm Schnepff - Otto Schniewind - Albrecht Schnittger - Josef Schnitzhofer - Herbert Schnocks - Karl Schnörrer - Herbert Schob - Eugen Schobert - Ernst Schöbitz - Fritz Schöck - Hans Schöfbeck - Josef Schölss - Helmut Schön - Rudolf Schön - Viktor Schönbeck - Friedrich Schönberg - Georg Schönberg - Clemens Schönborn-Wiesentheid - Wilhelm Schönburg-Waldenburg - Heinrich Schönbusch - Hans-Wolfgang Schöne - Hans Schönebeck - Dietrich Schöneboom - Hans Schöneich - Rudolf Schönert - Carl-August Schönfeld - Gerhard Schönfeld - Henning Schönfeld - Kurt Schönfeld - Helmut Schönfelder - Manfred Schönfelder - Wilhelm Schöning - Wolfram Schönwald - Gerhard Schöpfel - Eberhard Schöpffer - Ferdinand Schörner - Lothar Schörner - Heinz Schoknecht - Heinrich Schollen - Klaus Scholtz - Erich Scholz - Fritz Scholz - Gerhard Scholz - Helmut Scholz - Karl Scholz - Siegfried Scholz - Werner Scholz - Georg Scholze - Karl-Heinz Schomann - Heinrich Schonder - Erich Schopper - Wilhelm Schormann - Reinhard Schossleitner - Albert Schott - Hermann-Albert Schrader - Hermann Schrader - Oskar Schrader - Otto Schrader - Werner Schrader - Herbert Schramm - Richard Schramm - Max-Günther Schrank - Werner Schrauth - Fritz Schreckenbach - Alfred Schreiber - Franz Schreiber - Gustav Schreiber - Hans-Jürgen Schreiber - Helmut Schreiber - Josef Schreiber - Kurt Schreiber - Helmuth Schreiber-Volkening - Leopold Schrems - Karl Schrepfer - Martin Schriefer - Richard Schrijnen - Ferdinand Schröder - Hans-Erwin Schroöder - Heinz Schröder - Kurt Schröder - Wilhlem Schröder - Erich Schrödter - Michael Schröpfer - Werner Schrör - Heinrich Schröteler - Anton Schröter - Erich Schröter - Fritz Schröter - Horst Schröter - Walther Schroth - Ernst Schrupp - Joachim Schubach - Albrecht Schubert - Carl-Heinz Schubert - Günther Schubert - Gustav Schubert - Paul-Georg Schubert - Josef Schuck - Walter Schuck - Helmut Schübel - Hans Schüler - Heinrich Schüler - Herbert Schüler - Willi Schülke - Karl Schümers - Otto Schünemann - Paul Schürmann - Fritz Schürmeyer - Josef Schüssler - Christian Schütt - Fritz Schütt - Kurt Schütt - Ludwig Schütte - Wilhelm Schütten - Erwin Schütz - Harald Schütz - Hermann Schütz - Rudolf Schütze - Viktor Schütze - Otto Schug - Otto Schuhart - Leo Schuhmacher - Hinrich Schuldt - Wolf-Werner Schulenburg - Emil Schuler - Sebastian Schuler - Ernst Schulte - Franz Schulte - Helmuth Schulte - Hubert Schulte - Hermann Schulte-Heuthaus - Erich Schultz - Fritz-Rudolf Schultz - Harald Schultz - Otto Schultz - Paul Schultz - Willi Schultz - Heinz-Otto Schultze - Herbert Schultze - Adalbert Schulz - Artur Schulz - Bruno-Richard Schulz - Erich Schulz - Friedrich Schulz (1897) - Friedrich Schulz (1912) - Hans-Otto Schulz - Heinrich Schulz - Helmut Schulz - Johannes Schulz - Karl Schulz (1894) - Karl Schulz (1906) - Karl-Heinz Schulz - Karl-Lothar Schulz - Ludwig Schulz - Manfred Schulz - Otto Schulz (1900) - Otto Schulz (1911) - Otto Schulz (1915) - Wilhelm Schulz - Franz-Joseph Schulze - Hans-Christian Schulze - Heinrich Schulze - Herbert Schulze - Johannes Schulze - Kurt Schulze - Otto Schulze - Paul Schulze - Walter Schulze - Werner Schulze - Wolfgang Schulze - Fritz Schulze-Dickow - Alfred Schulze-Hinrichs - Hans-Joachim Schulz-Merkel - Karl-Heinz Schulz-Streeck - Carl-August Schumacher - Gerd Schumacher - Kurt Schumacher - Karl Schunck - Wilhelm Schuncke - Hans Schurig - Gerhard Schurreit - Otto Schury - Joseph Schuss - Erich Schuster - Karl Schuster - Günther Schwärzel - Franz Schwaiger - Helmut Schwalb - Eugen-Felix Schwalbe - Richard Schwamberger - Walter Schwanbeck - Edgar Schwaneberg - Joachim Schwanitz - Oskar Schwappacher - Heinrich Schwarting - Günther Schwartzkopff - Friedrich Schwarz - Heinrich Schwarz - Manfred Schwarz - Josef Schwarzenbacher - Emil-Gerhard Schwarzer - Otto Schwarzer - Rudolf Schwarzgruber - Alfred Schwarzmann - Rudolf Schwarzrock - Hugo Schwede - Viktor Schwedler - Matthias Schwegler - Heinrich Schweickhardt - Franz Schweiger - Heinz-Herbert Schweim - Willi Schweitzer - Heinz Schweitzer - Ignatz Schweitzer - Herbert Schwender - Johann Schwerdfeger - Albert Schwerin - Gerhard Schwerin - Werner Schwerin - Otto Schwerk - Paul Schwermann - Josef Schwertherr - Hans-Gunnar Schwieger - Hellmuth Schwill - Helmut Schwing - Hans Schwirblatt - Heinz Schwöppe - Friedrich Scotti - Erich Seckendorff - Karl Seckler - Walter Seebach - Bernhard-Georg Seebeck - Helmut Seeber - Werner Seeber - Günther Seeger - Max Seela - Georg Seelmann - Hans Sehrinfer - Robert Seib - Josef Seibel - Günther Seibicke - Emil Seibold - Erich Seidel - Heinrich Seidel - Hans Seidemann - August Seidensticker - Herbert Seidenstücker - Josef Seidl - Ernst Seifert - Hans Seifert - Johannes Seifert - Werner Seifert - Heinz Seiffert - Alfred Seiler - Herbert Seiler - Reinhard Seiler - Adolf Seitz - Hermann Seitz - Rudolf Seitz - Alfred Sekund - Eugen Selhorst - Karl Selinger - Hans-Joachim Sell - Hermann Sell - Wilhelm Sell - Erich Selle - Waldemar Semelka - Wolfgang Semmer - Günther Sempert - Norbert Semrau - Paul Semrau (1915) - Paul Semrau (1918) - Ott-Friedrich Senfft von Pilsach - Josef Senft - Fridolin Senger und Etterlin - Paul Senghas - Fritz Sengschmidt - Karlis Sensbergs - Franz Sensfuss - Julius Serck - Kurt Settner - Heinrich Setz - Richard Seuss - Rudolf Severloh - Otto Seyd - Walther Seydlitz-Kurzbach - Kurt Seyfarth - Fritz Seyffardt - Paul Seyffardt - Rudolf Seyrl - Theo Shwabach - Emil Sibbel - Herbert Sichelschmidt - Wolfgang Sichert von Sichartshofen - Richard Siebenthaler - Bernhard Sieber - Horst Sieber - Friedrich Sieberg - Franz Siebert - Friedrich Siebert - Bernhard Siebken - Rudolf Sieckenius - Heinz Sieder - Hans Siegel - Rudolf Siegel - Ulrich Siegeler - Robert Sieger - Wilhelm Siegert - Hans Siegler - Peter Siegler - Alfred Siegling - Bernhard Siegmund - Joachim Siegroth - Kurt Sielemann - Ernst Sieler - Bruno Sieling - Friedrich Sierts - Karl Sievers - Walther Sievers - Hans-Carl Sievert - Curt Siewert - Walter Sigel - Hermann Siggel - Hans Sigmund - Rudolf Sigmund - Franz Silzner - Wiily Simke - Alfred Simm - Herbert Simon - Klaus Simon - Ludwig Simon - Max Simon - Max Simoneit - Arnold Simons - Gerhard Simons - Siegfried Simsch - Herbert Singer - Helmut Sinn - Johann Sinnhuber - Helmut Sinning - Klaus Sinram - Rudolf Sintzenich - Adolf Sinzinger - Maximilian Siry - Wilhelm Sitt - Günther Sitter - Karl Sivers - Walter Six - Friedrich Sixt - Hans-Heinrich Sixt von Armin - Wolfgang Skorczewski - Otto Skorzeny - Eduard Skrzipek - Alfred-Karl Smidt - Rudolf Smola - Rudolf Smollich - Hubert Sniers - August Snök - Paul Sobotta - Kurt Sochatzky - Erich Socke - Ralf Sodan - Georg Sodenstern - Fritz Söchting - August Söhlke - Willi Sölter - Wilhelm Söth - Gustav Soldner - Clemens Sommer - Gerhard Sommer - Joachim Sommer - Ruprecht Sommer - Heinrich Sonne - Christian Sonntag - Ernst Sonntag - Eugen Sonntag - Karl-Heinrich Sonntag - Paul Sonntag - Ernst Sorge - Karl-Heinz Sorge - August Sorko - Bernhard Sowada - Heinz Soyka - Hubert Spadiut - Wolfgang Späte - Helmut Später - Heinz Späthe - Hermann Spandau - Hans-Christoph Spangenberg - Heinz Sparbier - Julius Spari - Günther Specht - Karl-Wilhelm Specht - Wilhelm Specht - Hermann Speck - Helmut Speckenheier - Hans Speckter - Paul Speich - Hans Speidel - Kurt Speidel - Fritz Spengler - Rudolf Sperl - Max Sperling - Hugo Sperrle - Hans Speth - Edmund Spiegel - Joachim Spiegel - Wendelin Spiegel - Johann Spielmann - Paul Spier - Jakob Spiess - Wilhelm Spiess - Albert Spieth - Armin Spiethoff - Ludwig Spindler - Werner Spindler - Wilhelm Spindler - Friedrich Spittäller - Robert Spitzer - Richard Spörle - Hans Sponeck - Theodor Sponeck - Otto Sponheimer - Kaspar Sporck - Alfred Spott - Max Sprang - Bodo Spranz - Karl Spreitzer - Alfred Sprengel - Willy Spreu - Gustav Sprick - Gustav Springer - Heinrich Springer - Josef Springmann - Helmuth Sprung - August Staar - Georg Staats - Erich Staba - Erich Stach - Hermann Stachelhaus - Waldemar Stadermann - Sylvester Stadler - Helmut Städke - Wilhlem Stähler - Ernst Stäudle - Rainer Stahel - Erhard Stahl - Hendrik Stahl - Paul Stahl - Wilhelm Stahlmann - Hans-Arnold Stahlschmidt - Karl-Heinz Stahnke - Friedrich Staiger - Hermann Staiger - Heinz Stamer - Reinhold Stammerjohann - Gerhard Stamp - Otto Stampfer - Otto Stams - Friedrich Stannek - Otto Stapf - Wilhelm Starck - Heinrich Starcke - Matthias Starl - Otto Starosta - Heribert Stather - Alfred Staubach - Franz Staudegger - Walter Staudinger - Paul Staufenbiel - Sven Stauss - Ludwig Stautner - Hans Stechmann - Albert Stecken - Jakob Steckmeier - Ernst-Siegfried Steen - Kurt Steenbock - Konrad Steets - Wilhelm Steffani - Helmut Steffen - Karl Steffen - Walter Steffen - Fritz Steger - Wilhelm Steger - Martin Steglich - Karl Stegmann - Rudolf Stegmann - Werner Stehle - Konrad Steidl - Luitpold Steidle - Eugen Steigelmann - Erich Stein - Gerhard Stein - Günther Stein - Walter Stein - Werner Stein - Heinz-Eberhard Steinäcker - Heinz Steinbach - Fritz Steinbacher - Leopold Steinbatz - Eberhard Steinborn - Walter Steinbrenner - Felix Steiner - Gerhard Steinert - Gerhard Steinführer - Dietrich Steinhardt - Günther Steinhausen - Georg Steinhauser - Georg Steinhoff - Johannes Steinhoff - Paul Steinhorst - Hans-Hermann Steinkamp - Gerhard Steinke - Friedrich-Karl Steinkeller - Herbert Steinkopf - Wilhelm Steinmann - Hans Steinwachs - Heinrich Steinwachs - Walter Steinwachs - Josef Steiof - Wilhelm Stellmann - Friedrich Stellwagen - Wilhelm Stemmermann - Wilhelm Stemmler - Edgar Stentzler - Albert Stenwedel - Heinrich Stenzel - Herbert Stenzel - Alois Stephan - Eberhard Stephan - Kurt Stephanie - Hans-Karl Stepp - Jürgen Stepulat - Hans Stern - Franz Sternbach - Heinrich Sterr - Günther Stettin - Walter Stettner Riiter von Grabenhofen - Fritz Steudel - Josef Steudel - Friedrich-Wilhelm Steür - Friedrich Stichtenoth - Otto Stiefelmayer - Hermann Stiefvater - Rolf Stiegert - Johann Stiegler - Gottwald Stier - Paul Stier - Kurt Stifter - Josef Stigler - Fritz Stillger - Albert Stimmer - Walter Stimpel - Ernst Stock - Hans-Christian Stock - Wolfgang Stocker - Hans-Gerrit Stockhausen - Otto Stodieck - Herbert Stöckert - Alois Stöckl - Helmut Stöcks - Helmut Störchel - Georg Störck - Johannes Störl - Arno Stössel von der Heyde - Karl-Friedrich Stöwass - Arnold Stoffers - Horst Stoffleth - Erich Stoffregen - Hans Stohwasser - Hermann Stoll - Paul Stoll - Egon Stoll-Berberich - Bruno Stolle - Hans Stollenberg - Anton Stolte - Bruno Stolte - Johannes Stoltenburg - Edwin Stolz - Harald Stolz - Josef Stolz - Joachim Stolzmann - Erich Storek - Walter Storp - Hans-Günther Stotten - Max Stotz - Otto Stoy - Hyazinth Graf Strachwitz von Gross-Zauche und Camminetz - Ernst Strachwitz von Gross-Zauche und Camminetz - Mauritz Strachwitz von Gross-Zauche und Camminetz - Walter Stracke - Friedrich-Wilhelm Strackeljahn - Günther Straehler-Pohl - Martin Strahammer - Stefan Strapatin - Erwin Strasser - Hubert Strassl - Hannes Strassmair - Hinrich Stratemann - Johann Straub - Erich Straube - Georg Straube - Adolf Strauss - Gustav Strauss - Hubert Strauss - Werner Streck - Bruno Streckenbach - Karl Strecker - Wolfgang Strecker - Erwin Strehlau - Werner Streib - Johannes Streich - Otto Streich - Ludwig Streil - Gerhard Streit - Karl Streit - Ludwig Streit - Werner Streit - Hans Strelow - Siegfried Strelow - Waldemar Strich - Karl-Heinz Stricker - Hans Strippel - Anton Strobel - Paul Strobel - Heinrich Strobl - Friedrich Strohm - Paul Strohmeier - Helmut Strojek - Wolfram Stronk - Heinrich Strotmann - Rudolf Struckmann - Heinz Strüning - Herbert Stry - Karl Stubenrauch - Werner Stuchlick - Hermann Stuckmann - Kurt Student - Otto Studte - Adolf Stück - Gerhard Stüdemann - Gustav Stühmer - Carl-Heinrich Stülpnagel - Ewald Stünzner - Georg Stünzner - Vitus Stürber - Fritz Stürtz - Nepomuk Stützle - Eberhard Stüwe - Wilhelm Stuhlberger - Georg Stumme - Erich Stumpe - Werner Stumpf - Wolfgang Stumpf - Hans-Jürgen Stumpff - Horst Stumpff - Josef Stuppi - Alfred Sturm - Hans-Hermann Sturm - Hans Sturm - Heinrich Sturm - Simon Sturm - Wolfgang Stutterheim - Josef Styr - Heinrich Südel - Rudolf Sürig - Burghard Sürmann - Ernst Süss - Walter Süss - Friedrich Suhr - Rudolf Suhr - Gerd Suhren - Reinhard Suhren - Karl Suire - Rudolf Sulzer - Hans Sumpf - Heinz Sundmacher - Kurt Sunkel - Hubert Svoboda Edler von Asticotal - Josef Swientek - Lothar Swierzinski - Erwin Sy - Otto Sydow - Jan Syrowy - Paul Szameitat - Arnold Szelinski - Johann Szyskowitz - 

## T
Franz Tabel - Fritz Tadje - Erich Täger - Hermann Tanczos - Otto Tange - Walter Tank - Willi Tanneberger - Karl Tannert - Kurt Tanzer - Martin Tappe - Walter Tarin - Richard Tauber - Arno Taulien - Harry Tech - Egon Teeck - Fritz Tegtmeier - Max-Martin Teichert - Friedrich Teichmann - Waldemar Teige - Eberhard Telkamp - Heinrich Telkmeyer - Eugen Tellgmann - Ernst Telschig - Hans Temming - Carl Temple - Hans Tenner - Werner Tennhardt - Günther Tenschert - Heinrich Terharen - Heinrich Teriete - Hermann Tesch - Karl-Heinz Tesch - Georg Teske - Rudi Tessenow - Ernst Tetsch - Hans Tettau - Heinz Teubel - Alfred Teumer - Hans Teusen - Adolf Teuwsen - Andreas Thaler - Johann Thaler - Rudolf Thaler - Hans Theilen - Heinrich Theilen - Franz Theissig - Johann Thelen - Franz-Karl Theyerl - Armin Thiede - Edwin Thiel - Erich Thiel - Franz Thiel - Gerhard Thiel - Karl Thiel - Arno Thiele - August Thiele - Egon Thiem - Ernst Thiem - Heinz Thieme - Karl Thieme - Helmut Thierfelder - Werner Thierfelder - Hans Thiessen - Johannes Thörner - Werner Thofern - Walter Thom - Heinrich Thoma - Helmut Thoma - Kurt Thoma - Wilhelm Thoma - Adolf Thomae - Wolfgang Thomale - Karl-Anton Thomas - Wilhelm Thomas - Siegfried Thomaschki - Ernst-Heinrich Thomsen - Rolf Thomsen - Hans Thor - Andreas Thorey - Viktor Thormälen - Friedrich-Wilhelm Thorwest - Werner Thoss - Heinrich Thünemann - Karl Thüngen - Willi Thulke - Jakob Thumann - Georg Thumbeck - Helmuth Thumm - Eberhard Thunert - Karl Thurmann - Hans Thurner - Josef Thurnhuber - Gerhard Thyben - Hans Thylmann - Ernst Tiburzy - Ekkehard Tichy - Werner Tiedtke - Artur Tiefensee - Otto Tiemann - Kurt Tieseler - Hans-Dietrich Tiesenhausen - Cord Tietjen - Hermann Tietz - Horst Tietzen - Bruno Tilebein - Herbert Tilgner - Walter Tilgner - Johannes Tillmann - Wido Tillmann - Erich Timm - Heinrich Timm - Heinz Timpe - Adolf-Hilmar Tippelskirch - Kurt Tippelskirch - Herbert Tischendorf - Kurt Tischer - Alfred Tischkus - Georg Titel - Rolf Tittel - Heinz-Eduard Tödt - Werner Töniges - Hermann Tönjes - Hans Töpfer - Otto Toll - Theodor Tollsdorff - Günther Tonne - Wolfgang Tonne - Ewald Toost - Erich Topp - Karl Torley - Gottfried Tornau - Rudolf Toschka - Paul Trabandt - Wilhelm Trabandt - Willy Traber - Josef Trägner - Eduard Tratt - Hans Traupe - Josef Trausnitz - Hans Traut - Hannes Trautloft - Karl Trautmann - Heinz Trautwein - Horst Trebes - Wilhelm Treckmann - Franz Treffer - Hans Trenke - Rudolf Trenkel - Friedhelm Trenkmann - Rudolf Trenn - Max Treptau - Joachim Tresckow - Heinrich Trettner - Werner Trey - Günther Tribukait - Theodor Triebe - Wolf-Günther Trierenberg - Otto Trinko - Kurt Trippensee - Willy Tritsch - Rudolf Trittel - Hans Tröger - Rudolf Tröger - Hanns-Hartwig Trojer - Heinrich Tromm - Friedrich Trompeter - Louis Tronnier - Ewald-Günther Trost - Herbert Trotz - Adolf Trowitz - Hans Trummer - Rolf Truxa - Willy Tscherning - Gerhard Tschierschwitz - Philipp-Karl Tschörner - Gerhard Türke - Herbert Tulodetzki - Heinrich Tummer - Alois Twillemeyer - Christian Tychsen - Rudolf Tycowicz - Alfred Tykiel - Gerhard Tyroller - 

## U
Kurt Ubben - Otto Ude - Ernst Udet - Klaus Uebe - Friedrich Ueberschaar - Eugen Ueltzhöfer - Hans Uhde - Hans Uhl - Rudolf Uhl - Alexander Uhlig - Gottfried Uhlig - Martin Uhlig - Franz Uhren - Konrad Uhte - Max Ulig - Karl Ullrich - Ulrich Ulms - Emil Ulrich - Willibald Unfried - Heinz Unger - Willy Unger - Georg Unold - Heinz Unrau - Martin Unrein - Kurt Unruh - Johannes Unruhe - Horst Usedom - Christian Usinger - Horst Uslar-Gleichen - Richard Utgenannt - Ewald Utta - Willibald Utz - 

## V
Gustav Värst - Herbert-Ernst Vahl - Hans-Joachim Valet - Hermann Valle - Eugene Valot - Helmut Valtiner - Anton Vandieken - Bernhard Vechtel - Peter Veeser - Fritz Vehse - Rudolf Veiel - Voldemars Veiss - Alfred Veith - Johann Veith - Martin Veldkamp - Paul Velke - Otto Velten - Theodor Velten - Siegfried Verhein - Josef Vernhold - Kurt Versock - Hans Vesemayr - Kurt Veth - Alfred Vetter - Johann Vetter - Martin Vetter - Max Vetter - Alexander Vial - Hermann Vicinius - Willy Vickendey - Hans Viebig - Korbinian Viechter - Helmut Viedebantt - Wilhelm Viehmann - Gottfried Viehweg - Ernst Vielhaür - Wilhelm Vielwerth - Fritz Vierecker - Erwin Vierow - Willi Viertel - Heinrich Vietinghoff gennant Scheel - Günther Viezenz - Heinrich Villinger - Otto Vincon - Heinz Vinke - Gerhard Virkus - Kurt Vischer - Viktor Vitali - Helmut Vocke - Helmut Vögtle - Paul Völckers - Hermann Völk - Helmut Völkel - Gerhard Völker - Emil Vogel - Robert Vogel - Walter Vogel - Friedrich Vogelsang (1897) - Friedrich Vogelsang (1911) - Karl Vogelsang - Emil Vogler - Adolf Vogt - Emil Vogt - Fritz Vogt - Gerhard Vogt - Ludwig Vogt - Hans Vohburger - Gerhard Voigt - Hans Voigt - Hans-Günther Voigt - Walter Voigt - Heinrich Voigtsberger - Friedrich-Jobst Volckamer von Kirchensittenbach - Hennecke Volckens - Kurt Volk - Herbert Volke - Heinrich Volker - Heinz Volkmann - Friedrich Vollbracht - Götzpeter Vollmer - Günther Vollmer - Heinrich Vonhoff - Klaus Voormann - Oskar Vorbrugg - Nikolaus Vormann - Werner Voshage - Ernst Voss - Herbert Voss - Joachim Voss - Reimer Voss - Heinrich Voutta - 

## W
Franz Wabro - Friedrich Wachowiak - Hans Wack - Rudolf Waetjen - Carl Wagener - Otto Wagener - Ludwig Wagenfeld - Edmund Wagner - Erich Wagner - Ferdinand Wagner - Gustav Wagner - Hans Wagner - Hans-Joachim Wagner - Heinz Wagner - Helmut Wagner (1912) - Helmut Wagner (1915) - Herbert Wagner - Josef Wagner - Jürgen Wagner - Klaus Wagner - Rudolf Wagner - Werner Wagner - Wilhelm Wagner - Willi Wagner - Dietmar Wahl - Ernst Wahl - Hans Wahl - Kurt Wahl - Wolfgang Wahl - Helmut Waldecker - Bruno Walden - Siegfried Waldenburg - Rudolf Waldenfels - Johann Waldhauser - Hans Waldmann - Hans Waldmüller - Franz Waldner - Hermann Waldow - Gustav Walle - Heinz Wallhäuser - Walther Wallowitz - Gerhard Walter - Helmut Walter - Karl Walter - Kurt Walter (1908) - Kurt Walter (1911) - Bernhard Walterbach - Domenikus Walther - Erich Walther - Gerhard Walther - Wilhelm Walther - Hans Walz - Friedrich-Wilhelm Wandel - Joachim Wandel - Martin Wandel - Martin Wandersleb - Helmut Wandmaker - Max Wandrey - Friedrich-Wilhelm Wangerin - Günter Wanhöfer - Karl Wanka - Artur Wanke - Erich Wapnitz - Friedrich Warnecke - Karl Warnhoff - Wolfgang Warnkross - Hinrich Warrelmann - Wilhelm Warrelmann - Horst Warschnaür - Guido Wartenberg - Friedrich Warwel - Adolf Wassmann - Ernst Wawrok - Wilhelm Weber - Alfons Weber - Alois Weber (1903) - Alois Weber (SS) - Benno Weber - Franz Weber - Friedrich Weber - Gerhard Weber - Gottfried Weber - Hans-Joachim Weber - Horst Weber - Jakob Weber - Karl-Heinz Weber - Otto Weber - Paul Weber - Paul-Friebel Weber - Rudolf Weber - Siegfried Weber - Walter Weber - Irnfried Wechmar - Willi Wechsung - Hans-Joachim Weck - Franz Wecker - Ernst Weddig - Busso Wedel - Hermann Wedel - Paul Wegener - Werner Wegener - Wilhelm Wegener - Alois Weger - Ferdinand Wegerer - Friedrich Weglehner - Wilhelm Wegner - Anton Wehinger - Hermann Wehking - Lothar Wehlitz - Alfred Wehmeyer - Gerhard Wehrmann - Ernst Weible - Maximilian Weichs - August Weichsel - Ernst Weichsel - Wilhlem Weidenbrück - Otto Weidhöfer - Otto Weidinger - Helmut Weidling - Hermann Weigel - Rudolf Weigel - Werner Weihrauch - Hans Weik - Bruno Weiler - Kilian Weimer - Otto Weimer - Georg Weinbuch - Johannes Weineck - Rudolf Weinelt - Friedrich Weinknecht - Werner Weinlig - Fritz Weinreich - Helmut Weinreich - Gustav Weippert - Hubert Weise - Carl Weisenberger - Hermann Weiser - Hans-Georg Weisleder - Ernst Weismann - Adolf Weiss - Christian Weiss - Ernst Weiss - Franz Weiss - Friedrich Weiss - Georg Weiss - Hans Weiss - Herbert Weiss - Josef Weiss - Otto Weiss - Paul Weiss - Richard Weiss - Robert Weiss - Walter Weiss - Wilhelm Weissberg - Bruno Weisse - Horst Weissenberg - Theodor Weissenberger - Erich Weissflog - Hans Joachim Weissflog - Eginhard Weissmann - Ludwig Weissmüller - Josef Weiter - Adolf Weitkunat - Paul Weitkus - Adalbert Weitzel - Martin Wekenmann - Heinrich Welken - Franz Weller - Ernst Wellmann - Willy Welsch - Heinrich Welskop - Kurt Welter - Hein Welzel - Josef Welzel - Walter Wenck - Gerhard Wendenburg - Heinrich Wendland - Siegfried Wendlandt - Hellmuth Wendorff - Gustav Wendrinsky - Karl Wendt - Manfred Wendt - Rudi Wendt - Wilhelm Wendt - Wolf Wendt - Leopold Wenger - Maximilian Wengler - Karl Weniger - Josef Wenigmann - Klaus Wenke - Matthias Wensaür - Fritz Wentzell - Alfred Wenz - Bernhard Wenzel - Georg Wenzelburger - Richard Werder - Peter Werfft - Wilhelm Werlin - Rudolf Wermter - Ernst Werner - Ernst-August Werner - Georg Werner - Heinz Werner - Otto Werner - Paul-Hermann Werner - Walter Werner - Heinz Wernicke - Emil Wernig - Ulrich Wernitz - Franz Werra - Helmuth Werther - Thilo Werthern - Thilo Werthern-Beichlingen - Willy Wesche - Rudolph Wessel - Walter Wessel - Johann-Friedrich Wessels - Otto Wessling - Günther Westberg - Walter Westenberger - Wilhelm Westermann - Heinrich Westhofen - Franz Westhoven - Siegfried Westphal - Otto Westphalen - Heinrich Wetjen - Alfred Wettengel - Karl Wettengel - Friedrich Wetzel - Wilhelm Wetzel - Kurt Wevelsiep - Walter Wever - Erich Weyel - Kurt Weyher - Martin Weymann - Ernst Weyrauch - Helmut Weyrauch - Willy Wichert - Josef Wichoczek - Helmut Wick - Wolfhart Wicke - Thomas-Emil Wickede - Paul Wickel - Theo Wickmann - Erwin Widmayer - Karl-Heinz Wiebe - Franz-Josef Wiechec - Friedrich-Wilhelm Wiede - Wolfgang Wiedemann - Karl Wiegand - Kurt Wiegand - Friedrich Wieland - Willy Wieland - Hans Wienke - Walter Wienke - Arno Wienrich - Helmuth Wierschin - Erich Wiese - Friedrich Wiese - Heinrich Wiese - Hubert Wiese - Johannes Wiese - Helmut Wieselhuber - Emil Wiesemann - Hugo Wiesemann - Otto Wiesemann - Herbert Wiesner - Willi Wiesner - Xaver Wiest - Gustav Wietersheim - Walter Wietersheim - Wend Wietersheim - Franz Wieting - Mauritz Wiktorin - Karl-Heinz Wilborn - Horst Wilcke - Wolf-Dietrich Wilcke - Philipp Wild - Heinz Wilde - Hermann-Eberhard Wildermuth - Anton Wildner - Waldemar Wildschütz - Günther Wilfling - Hans-Joachim Wilhelm - Karl-Heinz Wilhelm - Paul Wilhelm - Giselher Wilke - Gustav Wilke - Heinrich Wilke - Karl-Heinz Wilke - Fritz Will - Gerhard Willig - Karl Willig - Karl Willius - Kurt Wilms - Alfred Wimmer - Friedrich Wimmer - Johann Wimmer - Rainer Winckler - Anton Windbiel - Alois Windisch - Johann Windisch - Erich Windmann - Harald Windschütl - Peter Windschütl - Kurt Winkler - Rudolf Winnerl - Friedrich Winter - Kurt Winter - Michael Winter - Werner Winter - Hild-Wilfried Winterfeld - Alexander Winterfeldt - Eduard Winterhoff - Karl Winterhoff - Karl Winzen - Willy Winzer - Franz Wipfler - Max Wippermann - Maximilian Wirsching - Georg Wirth - Theodor Wisch - Werner Wischhusen - Hermann Wischnewsky - Günther Wisliceny - Hans-Joachim Wissemann - Rudolf Witsch - Kurt Witschel - Fritz Witt - Hans Witt - Heinrich Witt - Heinz Witt - Helmuth Witt - Hermann Witt - Otto Witt - Albert Witte - Gerhard Witte - Heinrich Witte - Helmut Witte - Heinz-Willi Wittenstein - Hans Wittenzellner - Leo-Volkhad Wittgenstein - Joachim Witthöft - Karl-Friedrich Wittholz - Hans-Karl Wittig - Kaspar Wittkamp - Heinrich Wittkopf - Alfred Wittmann - August Wittmann - Herbert Wittmann - Michael Wittmann - Heinrich Wittmer - Josef Wittrock - Dietrich Witzel-Kirn - Kurt Witzendorff - Rudolf Witzig - Henning Witzleben - Albert Wodrig - Eduard Wöhl - Otto Wöhler - Erich Wölfel - Ulrich Wönert - Heinrich Wohlers - Helmut Wohlfarth - Herbert Wohlfarth - Otto Wohlfeil - Karl Wohlgemuth - Franz Woidich - Alfred Wojak - Bernhard Woldenga - Adolf Wolf - Adolf Wolf - Albin Wolf - Alfred Wolf - Alois Wolf - Cosmas Wolf - Hans Wolf - Hermann Wolf - Richard Wolf (1894) - Richard Wolf (1912) -  Walter Wolf - Werner Wolf - Wilhelm Wolf - Eberhard Wolff - Gottlieb Wolff - Hanns Wolff - Hans Wolff - Heinz Wolff - Horst Wolff - Joachim-Helmut Wolff - Karl Wolff - Kurtt Wolff - Ludwig Wolff - Max-Eckart Wolff - Otto Wolff - Richard Wolff - Werner Wolff - Wilhelm Wolff (1915) - Wilhelm Wolff (1895) - Eberhard Wolfram (1882) - Eberhard Wolfram (1913) - Walter Wolfrum - Erich Wolkewitz - Balthasar Woll - Arthur Wollschläger - Herbert Wollschläger - Alwin Wolz - Hermann Wonde - Kurt Wontorra - Heinz Woock - Karl-Heinz Worthmann - Alois Wosnitza - Gustav Woszella - Werner Wrangel - Theodor Wrede - Walter Wriedt - Günther Wrona - Erwin Witzleben - Alfred Wünnenberg - Joachim Wünning - Max Wünsche - Erich Würdemann - Otto Würfel - Albrecht Wüstenhagen (1892) - Albrecht Wüstenhagen (1920) -  Rolf Wuhtmann - Hermann Wulf - Rudolf Wulf - Erich Wulff (1910) - Erich Wulff (1914) - Hermann Wulff - Karl Wulff - Karl-Heinz Wunberger - Achim Wunderlich - Friedrich Wunderlich - Heinrich Wunn - Heinz Wunram - Siegfried Wuppermann - Franz Wurdak - Walter Wurl - Josef Wurmheller - Alois Wustinger - Bernhard Wutka - Otto Wutzel - Georg Wyczisk - Richard Wyschinsky -

## X
Wolf-Dietrich Xylander - 

## Z
Edel Zachariae-Lingenthal - Erich Zähr - Alfred Zahn - Eberhard Zahn - Hilmar Zahn - Lothar Zahn - Willi Zahn - Helmut Zander - Gustav Zangen - Albert Zapf - Robert Zapp - Max Zastrow - Franz Zauner - Paul Zebhauser - Konrad Zecherle - August Zehender - Eugen Zehnder - Markus Zeidler - Robert Zeiher - Kurt Zeitzler - Franz Zejdlik - Conrad Zeller - Ernst Zeller - Willy Zeller - Johann Zellner - Karl Zellner - Walter Zellot - Friedrich Zempel - Johann Zemsky - Franz Zenker - Gottfried Zepf - Alois Zepner - Erich Zepper - Erich Zernin - Jakob Zerth - Rudolf Zettler - Friedrich Zickwolff - Günther Zieger - Arthur Ziegler - Gerhard-Georg Ziegler - Heinz Ziegler - Joachim Ziegler - Karl Ziegler - Werner Ziegler - Leonhard Ziehr - Alfred Ziemann - Ernst Ziemer - Otto Zierach - Karl Zierhofer - Erwin Zilger - Karl Zillich - Karl-Heinz Zillies - Erich Zillmann - Karl Zimmer - Richard Zimmer - Ernst Zimmermann - Fritz Zimmermann - Hans Zimmermann - Herbert Zimmermann (1914) - Herbert Zimermann (1917) -  Hermann Zimmermann - Jacob Zimmermann - Jakob Zimmermann - Manfred Zimmermann - Oskar Zimmermann - Otto Zimmermann - Robert Zimmermann - Walter Zimmermann - Willy Zimmermann - August Zingel - Ludwig Zinsser - Franz Zintl - Kuno Zipfel - Willibald Zipfel - Carl Ziran - Wilhelm Zischka - Kurt Zitzen - Alois Zmugg - Horst Zobel - Heinz Zöllner - Erhard Zoll - Gerhard Zonewitz - Gerhard Zoppoth - Eduard Zorn - Gerhard Zorn - Hans Zorn - Paul Zorner - Heinrich Zubrod - Hermann Zühlsdorff - Erich Zürn - Rudolf Zürn - Hermann Zürner - Günther Zugehör - Hugo Zumfelde - Alfred Zurin - Walter Zurmöhle - Eugen Zweigart - Franz Zwer - Josef Zwernemann - Rudi Zwesken - Hans Zwickenpflug - Heinrich Zwipf - Felix Zymalkowski